# 新型コロナウイルス感染症の世界的流行 (2019年-)
新型コロナウイルス感染症の世界的流行（しんがたコロナウイルスかんせんしょうのせかいてきりゅうこう、英語: COVID-19 pandemic）は、2019年末より始まったSARSコロナウイルス2 (SARS-CoV-2) を病原体として急性呼吸器疾患等を引き起こす新型コロナウイルス感染症 (COVID-19) のパンデミック（世界的流行）である。
全世界が感染症の危険に晒されたことで、世界規模のロックダウンや入国制限、国際行事の延期や縮小など、人類が過去に経験していない事態に陥った。パンデミックを収束させるために実施されたロックダウンなどの反グローバリゼーション、反民主主義的な側面を持つ政策により、行動の自由は大きく後退し、経済活動は大幅に縮小した。このため、世界の経済状態は一変した。流行により生活のオンライン化が進んだが、外食、観光、レジャー、興行、運輸などはオンライン化できず、廃業が数多く確認された。従って、ワクチン接種により行動の自由を回復することが急務となっているほか、新しい生活様式（ウィズコロナ）への適応も行われている。
SARS-CoV-2が研究途上のウイルスであるため、COVID-19ワクチンの普及以後も普通の風邪のように扱って良いか不明であり、事態は一進一退を続けている。また、長期間続く恐れのある後遺症 (Long COVID) なども懸念されている。2022年8月時点で、感染は230の国と地域で起きており、感染者は6億人以上、死者は640万人を超えている。なお2021年5月には、当時の公式推定の2倍以上となる約690万人が全世界で死亡しているとする分析結果をワシントン大学が発表した。世界保健機関 (WHO) は、1918年のスペインかぜを超える人類史上最悪クラスのパンデミックとして事態を重く受け止めている。2019年から2021年までの世界の平均寿命は2歳短くなった。

## 疾病
2019年11月22日に中華人民共和国湖北省武漢市で原因不明のウイルス性肺炎が初めて確認された。新型コロナウイルスの特徴はこれまでの重症急性呼吸器症候群 (SARS) や中東呼吸器症候群 (MERS) 等と同様と思われていたが、過去にない潜伏性の高さから、人類の経済活動を利用して急速に感染を拡大し、2020年1月30日に世界保健機関 (WHO) は6回目となる「国際的に懸念される公衆衛生上の緊急事態 (PHEIC)」を宣言した。2月28日にはこの疾患が世界規模で流行する危険性について最高レベルの「非常に高い」と評価し、3月11日、テドロス・アダノムWHO事務局長はパンデミック（世界的流行）相当との認識を表明した。
パンデミック発生以降、未曾有の事態に情報が錯綜し、世界各地で人種差別、イデオロギーの対立などの問題が顕在化した。特に感染被害の大きいアメリカ合衆国では、感染元と見られる中華人民共和国への反中感情が悪化するなど国際情勢にも大きな変化をもたらした。
新型コロナウイルスの流入を防ぐために世界各国は入国制限を掛けたが、自覚症状が乏しいなどの高い潜伏性を持つ新型コロナウイルスは各国の水際対策を潜り抜けて180以上の国と地域に影響を及ぼし、全世界で大規模な流行が発生した。これにより、世界各地で相次いでロックダウン（都市封鎖・移動制限）が実施され、需要やサプライチェーンを阻害したことで、コロナ・ショックと呼ばれる社会・経済的影響を引き起こした。特に、デジタル化できない事業に対する大幅な需要減とサプライチェーンの混乱は実体経済に深刻なダメージを与えた。コロナ・ショック前後の社会を区別するため、『ビフォーコロナ』『アンダーコロナ』『ウィズコロナ』『アフターコロナ』『ポストコロナ』などの用語もある。その後、経済活動と感染拡大防止の両立が試行されるも、世界各国の対応は難航しており、多くの国が経済活動を再開した結果、全世界の感染者数は再び指数関数的に伸び始めた。現在もなお、感染症流行の収束の見通しは立っていない。
2023年5月5日にWHOは「国際的に懸念される公衆衛生上の緊急事態 (PHEIC)」を終了し、「緊急事態から、他の感染症への対応と並行して流行を制御する局面に移った」としつつも、「いま、どの国でも起こり得る最悪な事態は、今回の知らせを理由に警戒を緩め、構築したシステムを解体、あるいは国民にCOVID-19を心配する必要はないというメッセージを発信することだ」と警戒の継続を呼びかけている。日本においても感染症法上の位置付けが5類感染症に変更されたことで感染者の全数把握が廃止され、微増傾向が続いており、エンデミック化が進んでいると見られることから引き続き政府や専門家は注意を呼びかけている。

### 新型コロナウイルス感染症の特徴
SARS-CoV-2と呼ばれるコロナウイルスは、武漢市の武漢華南海鮮卸売市場で初めて同定された。SARS-CoV-2は、空気感染を主体とし、咳やくしゃみで出た呼吸器飛沫、接触による感染など、生物の種に限らず幅広く感染する。感染から発症までの時間は通例5日であるが、人によって2日から14日までの幅がある。
症状としては発熱、咳、息切れ、味覚または嗅覚の異常、寒気や悪寒、頭痛、のどの痛み、筋肉の痛みなどを伴うことがある。しかし、「したたかなウイルス」と言われるように、宿主に感染を把握され難くするような特性を示し、ウイルスが非常に拡散しやすい上に、突然死にも繋がりやすい。感染しても無症状のまま感染の自覚に乏しい（ウイルスのキャリアとなる）ことも多い。合併症としては、肺炎や急性呼吸窮迫症候群などを伴うことがある。酸素マスクを装着するには数時間必要であるため、自覚症状が出ていない段階で感染者が医療機関に行く必要があるが、医療関係者でも自覚症状が無ければ重症化しているかどうかは判断し難い。しかし、無自覚なまま血中酸素濃度が危険な水準まで低下し、息苦しさが現れてから病院に駆け込んでも酸素マスクの装着が間に合わず呼吸不全で死亡する例が多い。
SARS-CoV-2に対しては特効のある抗ウイルス薬が存在せず、研究が進められている。臨床では、症状管理および支持療法を主眼とした取り組みが行われている。推奨されている予防策としては、手洗い、病気にかかっている人との距離を保つこと、さらに感染が疑われる場合には14日間の隔離および経過観察を取ることなどが挙げられる。
PCR検査で陽性反応が出て入院し、その後の検査で陰性となり症状も落ち着いたため退院したが、最初の発症から2週間以上経過して、再び検査で陽性となった事例も出てきており、SARS-CoV-2の再活性化か別の型の再感染の可能性が指摘されている。2020年末以降、世界各地で変異株が報告されており、以前のウイルスよりも感染力が強まったことが確認されている。

### ワクチンの開発と接種
COVID-19ワクチンの開発手法には、技術的ブレイクスルーがあった。ワクチン開発には数年から10年掛かることが珍しくなく、薬理的にも開発には困難が伴い、これまで疾病の発見からワクチンの開発まで数十年以上が経過しているものもある。また、未だにワクチン開発が成功していないHIVやマラリア、種々の事情からワクチン開発を断念したSARS等の感染症もある。
2020年、アメリカ合衆国の製薬企業のファイザーとモデルナは、RNAワクチンという新技術によって、従来の常識を覆してワクチン開発の期間を大幅に短縮できると主張したが、大規模な接種実施はCOVID-19のワクチンが初である。同年11月時点で両社のCOVID-19ワクチンは最速での実用化となる見通しで、良好な治験結果も併せて、世界から最有力と考えられている。11月17日、モデルナは、開発中のワクチンについて94.5％の有効性があるとする暫定的な結果を発表した。11月18日、ファイザーは、開発中のワクチンについて95％の有効性があるとする最終的な分析結果を発表した。12月8日、英国で一般向けのCOVID-19ワクチン接種が開始された。日本では2021年2月に承認され、2月下旬から医療従事者、3月下旬から高齢者、その後基礎疾患のある人などに優先接種が行われた。RNAワクチンの主成分であるRNAは保存を考えた場合には崩壊しやすいため、超低温度でのコールドチェーンの技術開発も急がれている。
COVID-19については感染者の把握が困難であり、前述のファイザーとモデルナのRNAワクチンでも終生免疫ができるわけではない。また、2020年末より世界各地で変異株の出現が見られることから、引き続き社会距離拡大戦略の実施や追加のワクチン接種が必要になる。

## 疫学

OECD各国の平均余命。2020年は多くの国で下落した。

### 背景
2019年12月下旬、中華人民共和国の武漢市で原因不明の肺炎の集団感染が発生したことが保健当局によって報告された。最初の患者群は主に武漢華南海鮮卸売市場との関連がみられたため、ウイルスは動物原性感染したものと考えられている。この感染を引き起こしたウイルスは、コウモリコロナウイルス、センザンコウコロナウイルス、およびSARSコロナウイルス (SARS-CoV) と密接な関連のある新たなウイルスとして、後にSARS-CoV-2と命名された。このウイルスはキクガシラコウモリ属のコウモリに由来するものと信じられている。それ以前の12月1日に、武漢華南海鮮卸売市場への曝露歴も、新型ウイルスが検出された最初のクラスターの残りの40人との接触歴もない人において、最初の症状が発生したことが報告されていたことも後に判明した。この最初のクラスターのうち、3分の2は生鮮市場との関連がみられ、生きた動物を売っていたこともわかった。
一方、2020年11月に学術雑誌「Tumori Journal」で発表されたイタリアの国立がん研究所の研究によると、2019年9月から2020年3月までに採取した肺がん検査受診者（959人）の血液検体の11.6%（111人）から新型コロナウイルス (SARS-CoV-2) に特異的な抗体が検出されており、2019年9月に採取した検体でも14%（23人）から検出された。このことから、前述の症例より前から世界にウイルスが広まっていた可能性がある。
2020年1月31日、世界保健機関 (WHO) は国際的に懸念される公衆衛生上の緊急事態 (PHEIC) を宣言した。WHOのテドロス・アダノム事務局長は2月24日の時点で、世界の他の地域でこの疾病の市中感染が持続している可能性があったにもかかわらず、「かなりの数の症例を回避するため」と、ウイルスに対する中国の対応への賞賛を維持していた。
3月20日には、WHOの事務局長談話において「喫煙は重症化リスクを高める」との発表を行っている。

### 感染者数
日本政府は、直近1週間の感染者数と累積感染者数を割ることで感染増減の傾向を示すK値を活用している

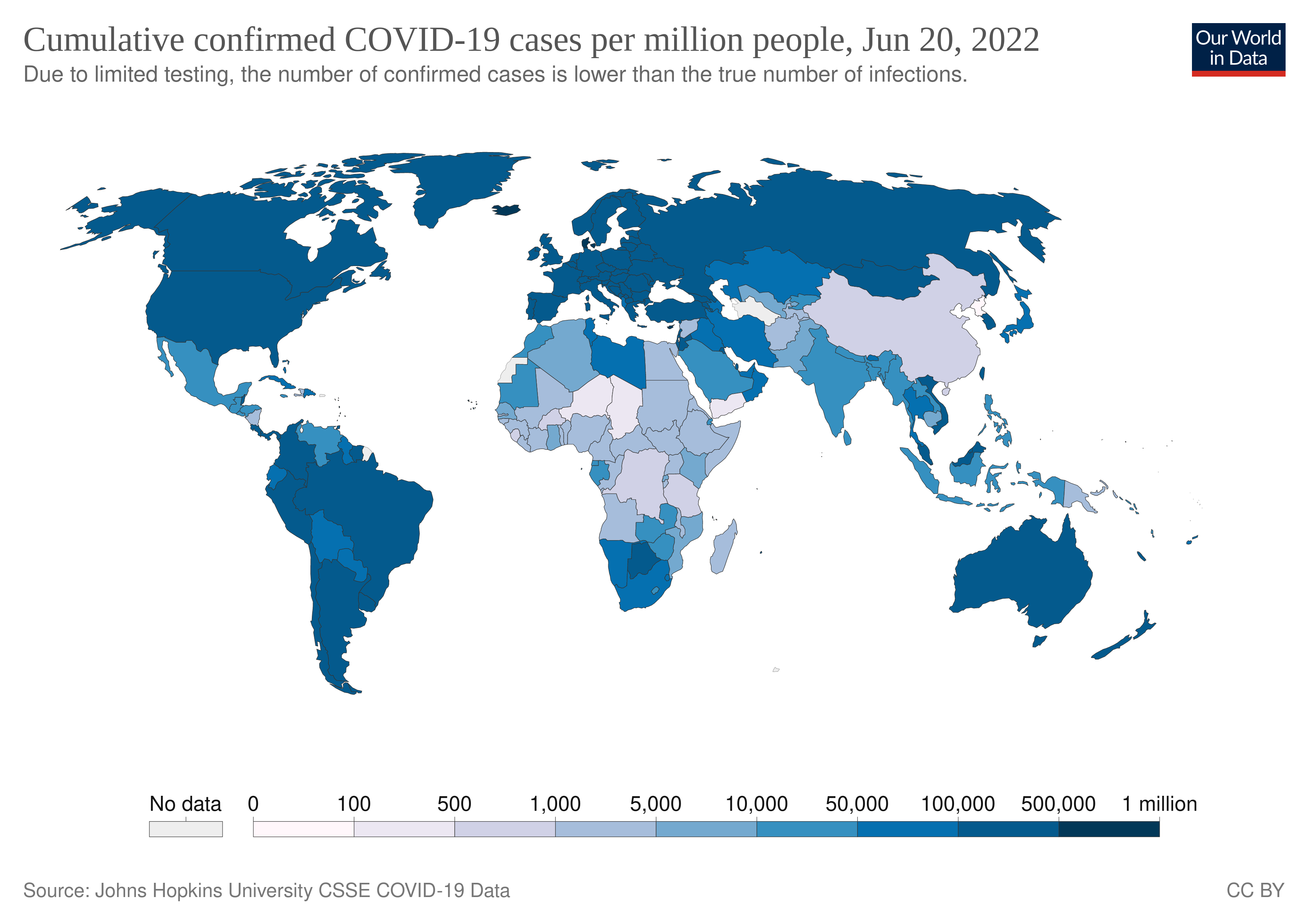
国ごとの100万人あたりのCOVID-19確定症例数を示した地図
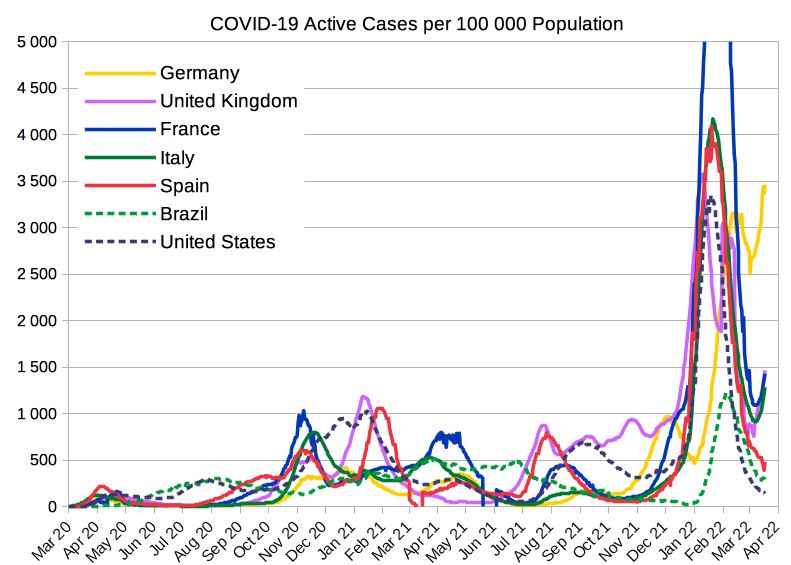
国別の人口10万あたりのCOVID-19患者数
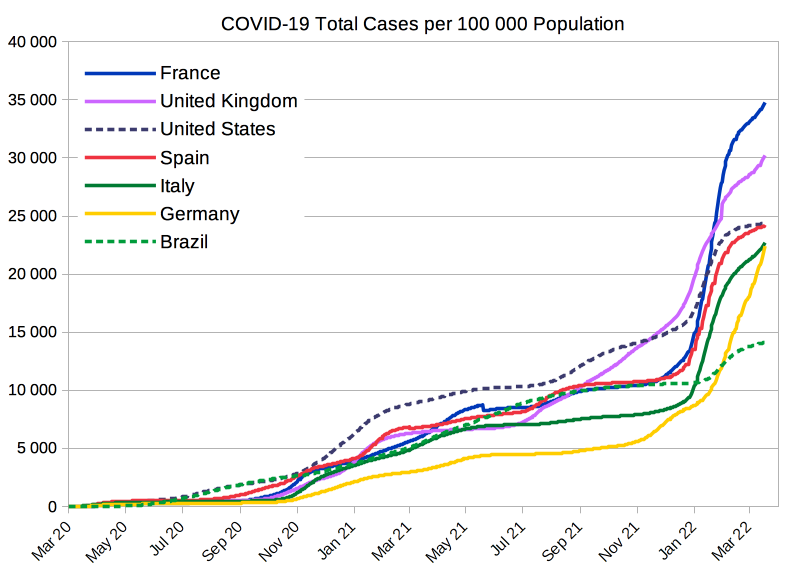
国別の人口10万あたりのCOVID-19経験者数
確定症例総数のグラフ（青:症例総数、赤:死亡者の総数）

### 死者数
2021年12月現在、COVID-19が原因で、500万人以上の死亡者が出ている。中国の国家衛生健康委員会によると、死亡した人の大多数は高齢者であった。死亡者の約80%は60歳以上の高齢者で、75%は心血管疾患や糖尿病などの持病があった。COVID-19で死亡した人に関して、症状を発症してから死亡するまでの日数は6日から41日までの範囲であり、中央値は14日であることが示されている。
2020-2021年の2年間の世界各国の超過死亡率を研究したWHO（世界保健機関）の推定は、全世界のCOVID-19による死亡数が542万人に対し、超過死亡者数はその約3倍弱の1483万人だった。

国ごとの100万人あたりのCOVID-19確定死者数を示した地図[61]
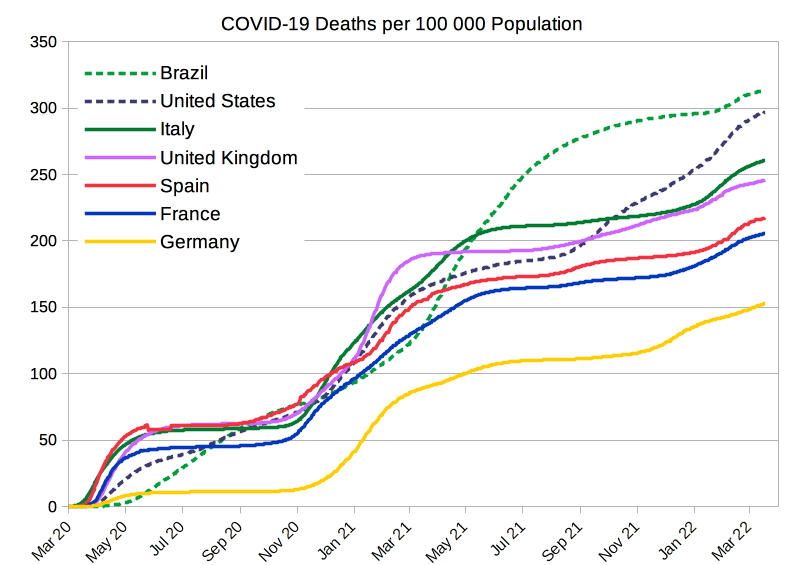
国別の人口10万人あたりのCOVID-19死者数

### 二次障害
パンデミックにより、人々の心の健康は著しく悪化している。抑うつの有病率はOECD諸国において倍増した。人々が最も精神的苦痛を感じたのは、2020年3-4月であった。脳にとって、パンデミックによる制御の喪失は特に強力なタイプのストレスを生み出し、リスクを正確に評価する能力を損なう可能性がある。COVID-19パンデミックへの過度の心配がある場合、過去の成功に焦点を当てることによって、より良い意思決定を行うことができる。
| 国             | COVID-19前 | 2020年 |
| -------------- | ---------- | ------ |
| 日本           | 7.9        | 17.3   |
| 韓国           | N/A        | 36.6   |
| オーストリア   | 7.7        | 21.0   |
| ベルギー       | 9.5        | 20.0   |
| チェコ         | 10.0       | 11.8   |
| フランス       | 4.0        | 19.9   |
| ギリシャ       | 4.7        | 22.8   |
| イタリア       | 5.5        | 17.3   |
| スペイン       | N/A        | 18.7   |
| スウェーデン   | 10.8       | 30.0   |
| 英国           | 9.7        | 19.2   |
| カナダ         | 4.0        | 10.0   |
| 米国           | 6.6        | 23.5   |
| メキシコ       | 3.0        | 27.6   |
| オーストラリア | 10.4       | 27.6   |

## 感染の状況

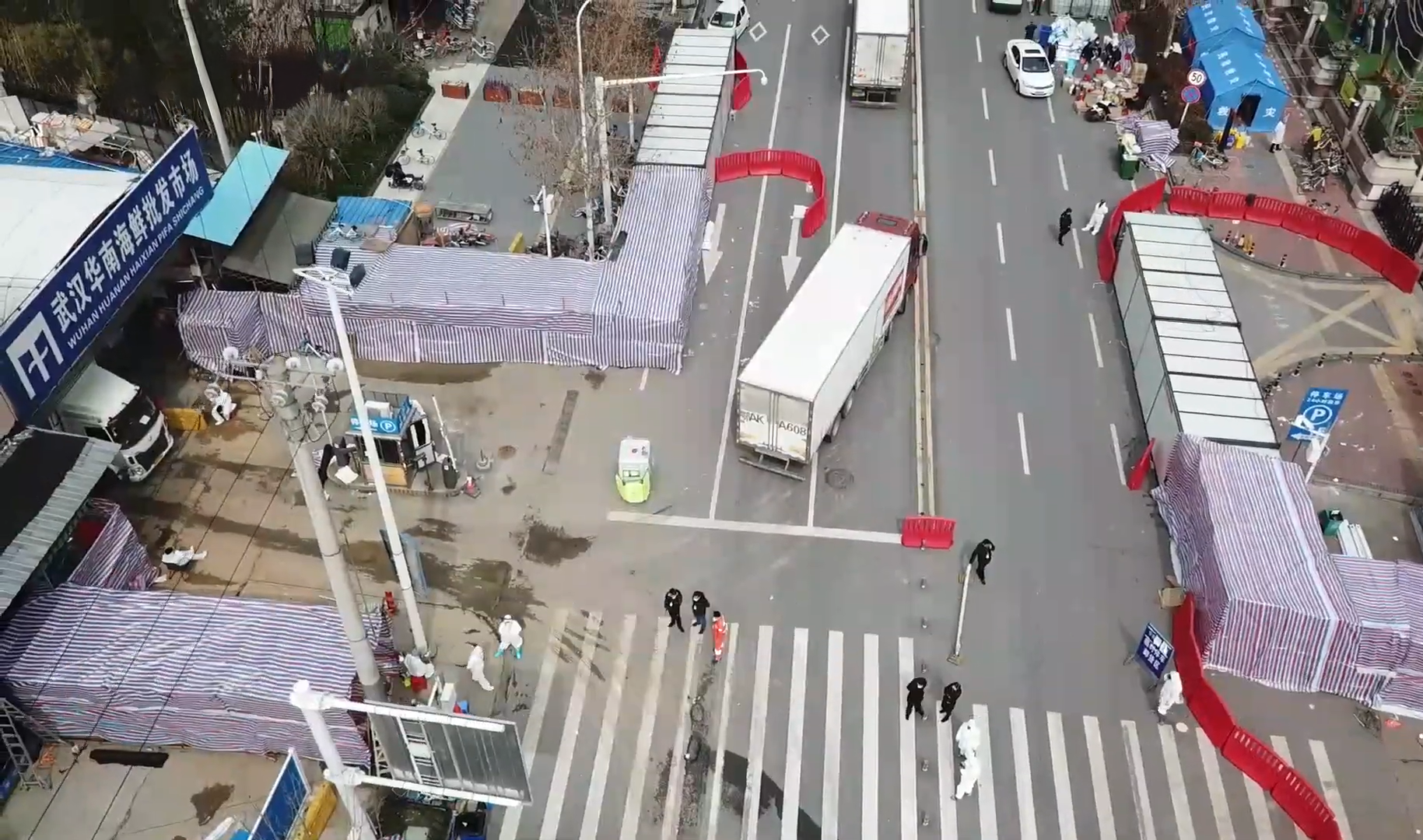
発生源とされる武漢華南海鮮卸売市場の空撮。左手に見えるのが正面玄関。消毒チームが付近の消毒を行っている（2020年3月4日撮影）。

### 2019年

#### 2019年8月
2020年6月時点の情報として、「デジタル伝染病学」に基づいたボストン大学のイレーン・ゾイジーらの研究チームが、2018年1月から2020年4月に撮影された武漢市の衛星写真111枚の分析結果やインターネット検索エンジン百度での特定の症状が検索された頻度などから、COVID-19の症状とされる「下痢」の検索数が8月に急増しており、8月には新型コロナウイルスの流行が始まっていた可能性があるとともに、下痢が「市中感染において重要な役割を果たした可能性がある」と指摘した。しかし同研究では、COVID-19によるものかどうか、何ら客観的な事実は判明していない。

#### 2019年9月
イタリア国立がん研究所の研究によると、2019年9月から2020年3月までに肺がん検査を受診した受診者から採取した血液を調べたところ、11.6％の受診者から新型コロナウイルス（SARS-CoV-2）に特異的な抗体が検出されこのうち、4％は2019年9月、30％は2020年2月に採取された検体から新型ウイルスの抗体が出来ていたことが検出され、後に武漢で報告された症例より前から世界にウイルスが広まっていた可能性があることが後に発表された。ただし、このイタリア国立がん研究所の研究には批判が集まっており、「たとえ2019年9月にイタリアで新型コロナウイルスが存在していたとしても、必ずしもそこが起源だということにはならない」という指摘もある。

#### 2019年11月
- 11月17日 - 湖北省出身の55歳の男性が新型コロナウイルスの中国国内での最初の症例であった可能性があるが、中国当局はデータを公開しなかったとサウスチャイナ・モーニング・ポストが報じている[70]他、後の調査により全く無関係な病症であることが発覚し、数日後に新型コロナウイルス感染が確認され、最初の発症者である可能性は極めて薄いとされた。

#### 2019年12月
- 12月8日 - 中国の湖北省武漢市の保健機関により原因不明の肺炎患者が初めて報告された。報告された、武漢市の市場において海鮮店としてエビ売りをしていた50代女性は、世界で最初の正式な新型コロナウイルス(COVID-19)感染者であることが確認されている(中華人民共和国)。
- 12月16日 - CDCの後の調査で、12月13日から16日にかけてアメリカ西海岸でアメリカ赤十字社に献血された血液検体39件から、新型コロナウイルスの抗体が発見された[71][72][73]。
- 12月18日 - イタリア国立衛生研究所（英語版）が後に実施したイタリア北部の汚水処理施設から採取した40の下水サンプルの分析によると、12月18日時点のミラノとトリノの下水サンプルから新種のコロナウイルス（SARS-Cov-2）の遺伝子の痕跡が確認され、中国が12月31日に初の新型コロナ感染を報告する以前にイタリア北部でウイルス感染が始まっていた可能性があることが裏付けられた[74][75]。
- 12月27日 - フランスでインフルエンザのような症状があった患者から、12月27日に採った検体を、後日検査したところ、新型コロナウイルスの陽性反応があった事が明らかになった[76][77]。
- 12月30日 - 原因不明の肺炎について記載された公文書を勤務先の病院で発見した李文亮がWeChatに画像として投稿した[78]。2020年1月7日、原因が新種のコロナウイルスと特定された[79]。
- 12月31日 - 世界保健機関 (WHO) への最初の報告が行われた。

### 2020年

#### 2020年1月
- 1月1日 - 華南海鮮卸売市場を閉鎖。
- 1月7日 - 原因が新種のコロナウイルスであることを確認。
- 1月9日 - 最初の死者が出た[80]。
- 1月13日 - 中国国外として初となる、タイでの感染者を確認[81]。
- 1月16日 - 日本での感染者を確認。
- 1月17日 - CDCの後の調査により、2019年12月13日から1月17日までにアメリカでアメリカ赤十字社に献血された血液検体7,389件のうち、106件から新型コロナウイルスの抗体が発見された[71][72][73]。
- 1月19日 - 韓国での感染者を確認。
- 1月20日 - 広東省でのヒト - ヒト感染が確認されたことが発表。クルーズ客船「ダイヤモンド・プリンセス号」が横浜港を出港。
- 1月21日 - 台湾、アメリカ合衆国での感染者を確認。
- 1月22日 - マカオでの感染者を確認。
- 1月23日 - 武漢市が人の出入りの制限を始める。香港、シンガポール、ベトナムでの感染者を確認。
- 1月24日 - ネパールでの感染者を確認。
- 1月25日 - 日本で武漢市在住の30代女性旅行者の感染を確認。マレーシア、フランス、オーストラリアでの感染者を確認。クルーズ客船「ダイヤモンド・プリンセス号」から香港人男性が下船。
- 1月26日 - 広東省政府は公共の場でのマスク着用を義務付け、違反者に対する罰則を導入。北京市政府が市境を超えるすべてのバスの運行を停止すると報じた。
- 1月27日 - カンボジア、スリランカ、ドイツ、カナダでの感染者を確認。
- 1月29日 - アラブ首長国連邦、フィンランドでの感染者を確認。中国全土で感染者が確認。
- 1月30日 - フィリピン、インド、イタリアでの感染者を確認。
- 1月31日 - ロシア、スウェーデン、イギリス、スペインでの感染者を確認。WHOが国際的に懸念される公衆衛生上の緊急事態を宣言。

世界的に防疫体制が敷かれ、武漢市に対して各国民を帰還させるチャーター便が送られると共に中国以外の国では中国を経由しているクルーズ客船から下船できない乗客も現れた（以降参照）。SARS-CoVが流行した2003年時点よりもグローバル化が進み、SARS-CoV-2感染者に無症状の場合も多いという特徴もあって、防疫が難しく、SARS-CoV-2は急速に世界中に広まって行った。また、ネットとマスメディア双方が「コロナ」の話題で埋め尽くされ、不正確な情報が大量に飛び交う「インフォデミック」状態に陥った。困窮状態にある消費者心理に付け込んだ、生活必需品の高額転売なども起きた。

#### 2020年2月
- 2月1日 - クルーズ客船の「ダイヤモンド・プリンセス号」から香港で1月25日に下船した香港人男性の感染を確認。
- 2月2日 - 上海市当局などが国内の工場から買い上げたことで世界的にマスクが品薄になり、高額転売を行う者も現れた。フィリピンで中国国外初の死亡者が確認された[84]。
- 2月3日 - 中国武漢市にて火神山医院が完成。
- 2月4日 - ベルギーでの感染者を確認。
- 2月5日 - 中国武漢市にて雷神山医院が完成。日本では集団感染を起こしたクルーズ客船「ダイヤモンド・プリンセス号」が、日本政府の指示により大黒埠頭沖で14日間の隔離措置を開始した。
- 2月6日 - CDCの検査により、カリフォルニア州サンタクララ郡で2月6日と13日に自宅で死亡した2名を検死したところ、新型コロナウイルスが発見された事が明らかになった[85][86][87]。
- 2月7日 - SNSで最初に新型肺炎についての報告を行った医師の李文亮が死亡[88]。
- 2月8日 - 武漢で60代の日本人男性1名が新型肺炎により死亡[89]。新型肺炎による日本人初の死亡を確認[89]。
- 2月11日 - WHOが新型コロナウイルスの感染による疾患を「COVID-19」と命名[90]、ICTVがこのウイルスを「SARS-CoV-2」と分類、命名した[91]。湖北省が、肺炎を引き起こす新型コロナウイルスによる死者が103人、感染者が2,097人増えたと発表[92]。同日時点で中国本土の死者は計1,011人となり、感染者は4万2千人を超えた[92]。
- 2月13日 - 日本で初の死亡者が確認された[93]。新型コロナウイルス感染の疑いがある乗客がいるとしてフィリピン、日本、台湾、アメリカ領グアムに入国拒否されたクルーズ客船「ウエステルダム号」がカンボジアに入港[94]。渡航歴のない千葉県の20代男性が感染[95]。
- 2月14日 - エジプトでの感染者を確認[96]。
- 2月15日 - フランスで初の死亡者を確認。中国以外で3カ国目の新型コロナウイルスによる死者の確認。
- 2月16日 - 台湾で初の死亡者を確認[97]。中国以外で4カ国目の新型コロナウイルスによる死者の確認。
- 2月19日 - イランでの感染者と死亡者を確認[98]。
- 2月21日 - 日本での感染者が100人を超えた[99]。レバノン、イスラエルでの感染者を確認。
- 2月24日 - アフガニスタン、イラク、クウェート、バーレーン、オマーンでの感染者を確認。
- 2月25日 - オーストリア[100]、スイス[101]、クロアチア[100]、アルジェリア、ブラジル[101] での感染者を確認。
- 2月26日 - 日本で2人目の死亡者を確認。韓国での感染者が1,000人を超えた[102]。パキスタン、ジョージア、ルーマニア、ノルウェー、北マケドニア、ギリシャ[101] での感染者を確認。
- 2月27日 - デンマーク、エストニア、ベラルーシ、オランダ、サンマリノ、ナイジェリア、メキシコでの感染者を確認。
- 2月28日 - アゼルバイジャン、アイスランド、リトアニア、モナコ、ニュージーランドでの感染者を確認。
- 2月29日 - イタリアでの感染者が1,000人を超えた[103]。カタール、アイルランド、ルクセンブルク、エクアドルでの感染者を確認。

#### 2020年3月
- 3月1日 - アルメニア、チェコ、ドミニカ共和国での感染者を確認。
- 3月2日 - インドネシア、サウジアラビア、ヨルダン、ラトビア、アンドラ、ポルトガル、チュニジア、モロッコ、セネガルでの感染者を確認。
- 3月3日 - ウクライナ、リヒテンシュタイン、アルゼンチン、チリでの感染者を確認。
- 3月4日 - ポーランド、ハンガリー、スロベニアでの感染者を確認。
- 3月5日 - パレスチナ、ボスニア・ヘルツェゴビナ、南アフリカ共和国での感染者を確認。
- 3月6日 - ブータン、スロバキア、セルビア、バチカン、カメルーン、トーゴ、コスタリカ、コロンビア、ペルーでの感染者を確認。世界全体の感染者数が10万人を超えた[104]。
- 3月7日 - モルディブ、モルドバ、マルタ、パラグアイでの感染者を確認。
- 3月8日 - バングラデシュ、ブルガリア、アルバニアでの感染者を確認。全世界での感染が確認された国・地域が100に到達した[105]。
- 3月9日 - ブルネイ、キプロス、ブルキナファソ、パナマでの感染者を確認。
- 3月10日 - モンゴル、トルコ、北キプロス、コンゴ民主共和国、ジャマイカ、ボリビアでの感染者を確認。
- 3月11日 - 世界各地での流行についてWHOがパンデミック相当との見解を示した[15][16]。コートジボワール、ホンジュラス、キューバ、セントビンセント・グレナディーン、ガイアナでの感染者を確認。
- 3月12日 - アメリカがイギリス以外のヨーロッパからの入国を30日間停止すると発表。スーダン、ケニア、ガボン、ガーナ、トリニダード・トバゴでの感染者を確認。
- 3月13日 - カザフスタン、コソボ、エチオピア、モーリタニア、ギニア、グアテマラ、アンティグア・バーブーダ、セントルシア、ベネズエラ、スリナム、ウルグアイでの感染者を確認。
- 3月14日 - ルワンダ、セーシェル、中央アフリカ共和国、赤道ギニア、コンゴ共和国、ナミビア、エスワティニでの感染者を確認。
- 3月15日 - ウズベキスタン、バハマでの感染者を確認。
- 3月16日 - ソマリア、タンザニア、ベナン、リベリアでの感染者を確認。中国共産党は支援の医療従事者を湖北省から徐々に撤退させる方針。武漢に在った16か所の臨時病院を10日までに休業した[106]。
- 3月17日 - モンテネグロ、ジブチ、ガンビア、バルバドスでの感染者を確認。
- 3月18日 - キルギス、ザンビア、エルサルバドル、ニカラグアでの感染者を確認。
- 3月19日 - イタリアの死亡者数が中国の死亡者数を上回り、世界最多になった[107]。モーリシャス、チャド、ニジェール、カーボベルデ、ハイチ、フィジーでの感染者を確認。
- 3月20日 - エリトリア、ウガンダ、マダガスカル、ジンバブエ、パプアニューギニアでの感染者を確認。
- 3月21日 - 東ティモールでの感染者を確認。
- 3月22日 - モザンビーク、ドミニカ国、グレナダでの感染者を確認。
- 3月23日 -  ミャンマー、シリア、ベリーズでの感染者を確認。
- 3月24日 - ラオス、リビアでの感染者を確認。
- 3月25日 - マリ、ギニアビサウ、セントクリストファー・ネイビスでの感染者を確認。
- 3月26日 - アメリカの感染者数が中国、イタリアを上回り、世界最多になった[108]。
- 3月30日 - ボツワナ、ルガンスク人民共和国での感染者を確認。
- 3月31日 - ソマリランド、ブルンジ、シエラレオネでの感染者を確認。
  - ロシア政府はアメリカに対し医療器具等を人道支援すると発表し、4月1日に軍輸送機が出発した[109]。

#### 2020年4月
- 4月2日 - マラウイでの感染者を確認。世界全体の感染者数が100万人を超えた[110]。
- 4月4日 - 西サハラでの感染者を確認。
- 4月5日 - 南スーダンでの感染者を確認。
- 4月6日 - サントメ・プリンシペでの感染者を確認。
- 4月10日 - イエメンでの感染者を確認。世界全体の死者数が10万人を超えた[111]。
- 4月11日 - アメリカの死亡者数がイタリアを上回り、世界最多になった[112]。
- 4月16日 - 世界全体の感染者数が200万人を超えた[113]。
- 4月18日 - 日本での感染者が1万人、死者数は200人を超えた[114][115]。
- 4月28日 - 世界全体の感染者数が300万人、世界全体の死者数が20万人を超えた[116]。アメリカの感染者数が100万人を超えた[117]。
- 4月29日 - タジキスタンでの感染者を確認。世界保健機関（WHO）の100回目の報告が行われた。
- 4月30日 - コモロ連合での感染者を確認。

#### 2020年5月
- 5月10日 - 世界全体の感染者数が400万人を超えた[118]。
- 5月13日 - レソトでの感染者を確認。
- 5月21日 - 世界全体の感染者数が500万人を超えた[119]。
- 5月27日 - アメリカの死者数が10万人を超えた[120]。

#### 2020年6月
- 6月11日 - アメリカの感染者数が200万人を超えた[121]。
- 6月20日 - ブラジルの感染者数が100万人を超えた[122]。
- 6月23日 - 世界の感染者数が900万人を超えた[123]。
- 6月28日 - 午後7時前、世界の感染者が1000万人を超えた[124]。

#### 2020年7月
- 7月9日 - アメリカの感染者数が300万人を超えた[125]。
- 7月17日 - ブラジルの感染者数が200万人を超えた[126]。
- 7月17日 - インドの感染者数が100万人を超えた[127]。
- 7月23日 - 世界全体の感染者数が1500万人を超えた[128]。アメリカの感染者数が400万人を超えた[129]。
- 7月30日 - アメリカの死者数が15万人を超えた[130]。

#### 2020年8月
- 8月7日 - インドの感染者数が200万人を超えた[131]。
- 8月8日 - アメリカの感染者数が500万人を超えた[132]。ブラジルの感染者数が300万人を超えた。死者数も10万人を超えた[133]。
- 8月10日 - 世界全体の感染者数が2000万人を超えた[134]。
- 8月23日 - インドの感染者数が300万人を超えた[135]。
- 8月31日 - アメリカの感染者数が600万人を超えた[136]。

#### 2020年9月
- 9月1日 - ロシアの感染者数が100万人を超えた[137]。
- 9月3日 - ブラジルの感染者数が400万人を超えた[138]。
- 9月5日 - インドの感染者数が400万人を超えた[139]。
- 9月7日 - インドの感染者数がブラジルを抜き、世界第2位となった[140]。
- 9月16日 - インドの感染者数が500万人を超えた[141]。
- 9月17日 - 世界全体の感染者数が3000万人を超えた[142]。
- 9月22日 - アメリカの死者数が20万人を超えた[143]。
- 9月26日 - アメリカの感染者数が700万人を超えた[144]。
- 9月28日 - インドの感染者数が600万人を超えた[145]。また、世界全体の死者数も100万人を超えた[146]。

#### 2020年10月
- 10月1日 - アメリカ合衆国のドナルド・トランプ大統領をはじめとする数人の共和党関係者の感染が発覚。ホワイトハウスでクラスターが発生したと見られる[147]。
- 10月3日 - ソロモン諸島での感染者を確認[148]。インドの死者数が10万人を超えた[149]。
- 10月7日 - ブラジルの感染者数が500万人を超えた[150]。
- 10月10日 - ブラジルの死者数が15万人を超えた[151]。
- 10月11日 - インドの感染者数が700万人を超えた[152]。
- 10月16日 - アメリカの感染者数が800万人を超えた[153]。
- 10月19日 - アルゼンチンの感染者数が100万人を超えた[154]。世界全体の感染者数も4000万人を超えた[155]。
- 10月21日 - スペインの感染者数が100万人を超えた[156]。
- 10月22日 - フランスの感染者数が100万人を超えた[157]。
- 10月24日 - コロンビアの感染者数が100万人を超えた[158]。
- 10月28日 - マーシャル諸島での感染者を確認[159]。
- 10月29日 - インドの感染者数が800万人を超えた[160]。
- 10月30日 - アメリカの感染者数が900万人を超えた[161]。
- 10月31日 - イギリスの感染者数が100万人を超えた[162]。

#### 2020年11月
- 11月7日 - アメリカの感染者数が1000万人を超えた[163]。フランスの死者数が4万人を超えた[164]。
- 11月8日 - 世界全体の感染者数が5000万人を超えた[165]。
- 11月10日 -  バヌアツでの感染者を確認[166]。
- 11月11日 - イタリアの感染者数が100万人を超えた[167]。イギリスの死者数が5万人を超えた[168]。
- 11月14日 - メキシコの感染者数が100万人を超えた[169]。
- 11月19日 -  サモアでの感染者を確認[170]。
- 11月20日 - インドの感染者数が900万人を[171]、ブラジルの感染者数が600万人を[172]、それぞれ超えた。メキシコの死者数が10万人を超えた[173]。
- 11月24日 - イタリアの死者数が5万人を超えた[174]。
- 11月26日 - 世界全体の感染者数が6000万人を超えた[175]。
- 11月27日 - ドイツの感染者数が100万人を超えた[176]。

#### 2020年12月
- 12月4日 - 世界全体の死者数が150万人を超えた[177]。イランの感染者数が100万人を超えた[178]。
- 12月8日 - アメリカの感染者数が1500万人を超えた[179]。
- 12月10日 - トルコの感染者数が統計修正により100万人を超えた[180]。
- 12月11日 - 世界全体の感染者数が7000万人を超えた[181]。
- 12月15日 - アメリカの死者数が30万人を超えた[182]。
- 12月19日 - インドの感染者数が1000万人を超えた[183]。
- 12月20日 - イギリスの感染者数が200万人を超えた[184]。
- 12月21日 - 日本の感染者数が20万人を超えた[185]。
- 12月22日 - 南極にあるチリのオヒギンズ基地で36人の感染があったことをチリ軍が公表[186]。6大陸全てで感染が確認される。同日、ペルーの感染者数が100万人を超えた[187]。
- 12月24日 - イタリアの感染者数が200万人を超えた[188]。
- 12月26日 - 世界全体の感染者数が8000万人を超えた[189]。
- 12月27日 - 南アフリカの感染者数が100万人を超えた[190]。
- 12月28日 - ロシアの死者数が統計修正により18万人を超えた[191][注 2]。

### 2021年

#### 2021年1月
- 1月1日 - アメリカの感染者数が2000万人を超えた[192]。
- 1月7日 - ブラジルの死者数が20万人を超えた[193]。
- 1月10日 - 世界全体の感染者数が9000万人を超えた[194]。
- 1月11日 - ミクロネシア連邦での感染者を確認[195]。
- 1月15日 - ドイツの感染者数が200万人を超えた[196]。世界全体の死者数が200万人を超えた[197]。
- 1月20日 - アメリカの死者数が40万人を超えた[198]。
- 1月24日 - アメリカの感染者数が2500万人を超えた[199]。
- 1月26日 - インドネシアの感染者数が100万人を超えた[200]。イギリスの死者数が10万人を超えた[201]。
- 1月27日 - 世界全体の感染者数が1億人を超えた[202]。
- 1月28日 - ブラジルの感染者数が900万人を超えた[203]。

#### 2021年2月
- 2月9日 - スペインの感染者数が300万人を超えた[204]。
- 2月19日 - ブラジルの感染者数が1000万人を超えた[205]。アフリカ全体の死者数が10万人を超えた[206]。
- 2月22日 - アメリカの死者数が50万人を超えた[207]。
- 2月26日 - 世界全体の死者数が250万人を超えた[208]。

#### 2021年3月
- 3月8日 - イタリアの死者数が10万人を超えた[209]。
- 3月21日 - トルコの感染者数が300万人を超え、死者数も3万人を超えた[210]。
- 3月24日 - アメリカの感染者数が3000万人を超えた[211]。ブラジルの死者数が30万人を超えた[212]。

#### 2021年4月
- 4月15日 - フランスの死者数が10万人を超えた[213]。
- 4月17日 - 世界全体の死者数が300万人を超えた[214]。
- 4月19日 - インドの感染者数が1500万人を超えた[215]。
- 4月28日 - インドの死者数が20万人を超えた[216]
- 4月29日 - ブラジルの死者数が40万人を超えた[217]。
- 4月30日 - 世界全体の感染者数が1億5000万人を超えた[217]。

#### 2021年5月
- 5月4日 - インドの感染者数が2000万人を超えた[218]。
- 5月12日 - インドの死者数が25万人を超えた[219]。
- 5月18日 - インドの感染者数が2500万人を超えた[220]。
- 5月24日 - インドの死者数が30万人を超えた[221]。
- 5月31日 -  パラオでの感染者を確認[222]。

#### 2021年6月
- 6月15日 - アメリカの死者数が60万人を超えた[223]。アフリカの感染者数が500万人を超えた[224]。
- 6月19日 - ブラジルの死者数が50万人を超えた[225]。
- 6月21日 - インドネシアの感染者数が200万人を超えた[226]。コロンビアの死者数が10万人を超えた[227]。
- 6月23日 - インドの感染者数が3000万人を超えた[228]。

#### 2021年7月
- 7月2日 - インドの死者数が40万人を超えた[229]。
- 7月8日 - 世界全体の死者数が400万人を超えた[230]。
- 7月14日 - アルゼンチンの死者数が10万人を超えた[231]。

#### 2021年8月
- 8月4日 - ブラジルの感染者数が2000万人を超えた[232]。
- 8月5日 - 世界全体の感染者数が2億人を超えた[233]。
- 8月6日 - 日本の感染者数が100万人を超えた[234]。
- 8月8日 - アフリカ大陸の感染者数が700万人を超えた[235]。

#### 2021年9月
- 9月1日 - 日本の感染者数が150万人を超えた[236]。
- 9月7日 - アメリカの感染者数が4000万人を超えた[237]。

#### 2021年10月
- 10月1日 - アメリカの死者数が70万人を超えた[238]。
- 10月8日 - ブラジルの死者数が60万人を超えた[239]。
- 10月20日 - ロシアの感染者数が800万人を超えた[240]。

#### 2021年11月
- 11月1日 - 世界全体の死者数が500万人を超えた[241]。
- 11月9日 - 世界全体の感染者数が2億5000万人を超えた[242]。
- 11月25日 - イギリスの感染者数が1000万人を超えた[243]。

#### 2021年12月
- 12月13日 - アメリカの感染者数が5000万人を超えた[244]。
- 12月14日 - アメリカの死者数が80万人を超えた[245]。

### 2022年

#### 2022年1月
- 1月7日 - 世界全体の感染者数が3億人を超えた[246]。

#### 2022年2月
- 2月4日 - アメリカの死者数が90万人を超えた[247]。
- 2月9日 - 世界全体の感染者数が4億人を超えた[248]。

#### 2022年3月
- 3月7日 - 世界全体の死者数が600万人を超えた[249]。
- 3月23日 - 韓国の感染者数が1000万人を超えた[250]。

#### 2022年4月
- 4月12日 - 世界全体の感染者数が5億人を超えた[251]。

#### 2022年5月
- 5月12日 -  朝鮮民主主義人民共和国でのコロナ感染者を公式で確認[252]。アメリカの死者数が100万人を超えた[253]。

#### 2022年7月
- 7月14日 - 日本の感染者数が1000万人を超えた[254]。

#### 2022年8月
- 8月26日 - 世界全体の感染者数が6億人を超えた[255]。

#### 2022年12月
- 12月20日 - アメリカの感染者数が1億人を超えた[256]。

### 2023年
- 5月5日 - WHOが国際的に懸念される公衆衛生上の緊急事態の宣言を終了すると発表[257]。

## 著名人の死者
（英数字・五十音順、敬称略）
- 一文字弥太郎（ラジオパーソナリティ、放送作家）[258][259]
- 江崎マサル（音楽家、プロデューサー）[260]
- 大牧冨士夫（文学研究者、郷土史研究者、小説家）[261]
- 岡江久美子（女優）[262]
- 岡崎照幸（空手家）[263]
- 岡田公伸（テレビプロデューサー）[264]
- 岡本行夫（外交評論家）[265]
- 小野清子（政治家）[266]
- 神田川俊郎（料理人）[267][268]
- 三遊亭多歌介（落語家）[269]
- 志村けん（コメディアン（ザ・ドリフターズ））[270]
- 勝武士幹士（大相撲力士）[271]
- 末芳枝（声楽家）[272]
- 高田賢三（ファッションデザイナー、KENZOブランド創設者）[273]
- 立石義雄（実業家）[274]
- 千葉真一（アクション俳優）[275]
- 土屋嶢（銀行家）[276][277]
- 鍋島直昶（ジャズ、ヴィブラフォン奏者）[278][279]
- 羽田雄一郎（政治家、元国土交通大臣）[280]
- 紅山雪夫（旅行作家）[281]
- 松下三郎（全日本柔道連盟元副会長、講道館理事）[282]
- 峯山賢一（大相撲元前頭光法）[283]
- 宗像直美（指揮者）[284]
- ヨハン・ファン・ゼイル（前欧州トヨタ自動車社長）[285]
- 横野浩一（医師）[286]
- 和田周（俳優）[287]

## 感染経路
初期の感染の中心地とされる武漢華南海鮮卸売市場は名目上は水産物専門の市場であるが、記者の調査によると様々な野生動物も同地で取引・処理されていた。鍾南山や中国科学院の研究グループによると、今回もSARSと同じく感染源がコウモリであり、タケネズミ・アナグマ・ヘビ・センザンコウなどの野生動物を介在して人に感染したと見られるとされている。感染経路は他のコロナウイルスと同じく飛沫感染（結膜を通じて感染したケースあり）と接触感染であるが、エアロゾル感染の可能性もあるとみられる。
しかし、2020年2月24日には中国科学院など中国政府系の研究機関が、発生源が武漢市の海鮮市場ではない可能性を示す研究結果を公表した。12カ国から集められたウイルスの遺伝子データの解析の結果、複数のタイプが見つかり、それぞれの拡散状況などから、ウイルスは他の地域で発生し、その後、武漢市の海鮮市場で拡散した可能性があるとし、2019年12月8日と2020年1月6日の2回、大きな拡散があり、2019年11月下旬か12月の初めには、すでにヒトからヒトへの感染が起きていた可能性を指摘した。また、湖北省武漢の当局は、これまで最も早く発症（2019年12月8日）したとされていた患者は武昌区に住んでおり、感染源と指摘された海鮮市場に行っていなかったことが明らかになった。
1月24日、伝染病の患者を収容する武漢金銀潭医院および中国呼吸系統疾病臨床医学研究中心の研究グループは医学誌『ランセット』で最初の41人の感染者を研究する論文を発表した。論文によると、病原体のウイルスはヒトからヒトへの感染（ヒト - ヒト感染）は明らかで、発症初期に発熱の症状がない例もある。また、そのうち27人は華南海鮮卸売市場に行ったことがあったが、12月1日に発症した最初の患者は華南海鮮卸売市場へ行ったことがない。なお、最初の41人の感染者の死亡率は15%であり、SARSと同じレベルである。
同じ日付の香港大学袁国勇教授の論文によると、広東省深圳市に居住する一家6人で武漢市に行ったのち、5人の感染が確認された。うち1人はさらに深圳で現地の1人を感染させた。また、この5人の感染者のうち、1人の子供は感染しながら発症しなかったため、知らずに周りの人を感染させた可能性も高いと見られる。

### 集団感染、スーパー・スプレッダー
集団感染の事例としては、さっぽろ雪まつりでの屋台、住宅設備展示会（北海道北見市）、病院（東京、相模原市）、和歌山県湯浅町での院内感染、大阪のライブハウス、ライブバー（北海道）、名古屋市ではスポーツクラブ（感染36人）と福祉施設（感染45人）でクラスターが発生した。
2020年3月3日には、日本の集団感染9件では、そこからつながりのある感染者数が80人以上になることがわかった。これは調査対象となった感染者260人のうち約30%を占める。
韓国での感染者の行動履歴の事例では、はじめにキリスト教会で集団感染が発生し、うち一人が老人福祉施設の食堂で食事をして5人が感染。さらにその福祉施設会員の感染が病院で確認され、さらにその病院で院内感染が発生した。
10人以上への感染拡大の感染源となった患者をスーパー・スプレッダーという。韓国のMERS流行では特定の数名がスーパースプレッダーで、1人から86人に感染させた患者もいた。
日本での新型コロナウイルス感染者の8割は他人に感染させていないが、残りの2割が1人以上の人に感染させており、1人から9人へ感染させた事例（屋形船）や、1人から12人へ感染させた事例（スポーツジム）もある。感染症専門医忽那賢志もスーパースプレッダーにならないためには密集空間を避けるべきだとしている。

### 院内感染
2月7日、武漢大学病院で検出された感染者のうち4割は、同大学病院で院内感染したと発表された。患者138人のうち41%（57人）が院内感染で、17人が入院患者、40人が医療スタッフだった。
韓国でも慶尚北道の病院で院内感染が発生した。
日本の病院でも、牧田総合病院（東京都大田区）、相模原中央病院、相模原協同病院、済生会有田病院（和歌山県湯浅町）、国立循環器病研究センター（大阪府吹田市）などで院内感染が発生し、一時的に休診となった。

## 各国の対応
感染が拡大するに従い、世界各国で旅行制限、検疫、外出禁止令などの公衆衛生上の対応が取られた。感染源となった武漢をはじめとする地域がロックダウン（都市封鎖）されたり、各地で様々な外出禁止措置が取られたりしたほか、感染者を含む乗客を乗せた英国船籍のクルーズ客船「ダイヤモンド・プリンセス号」が日本近海で検疫を受けたり、イタリアでも全土で移動制限措置が取られたりした。一部の空港や鉄道駅では、体温チェックや健康状態の申告書の提出を求めるなどのスクリーニング方法が実施され始めている。また、市中感染が進行中の地域への渡航に対する注意・警戒情報（自粛要請・中止勧告含む）の発令や実際に感染地域からの渡航を制限・停止するなど渡航規制の強化、さらにEUなどで国境を封鎖する国も出てきている。
- オランダのデルフト工科大学でテレビ画面に映し出された、学生に中国への渡航を自粛するよう求める発表文（2020年2月19日）
- ミラノ・リナーテ空港での発熱検査

### 社会距離拡大戦略

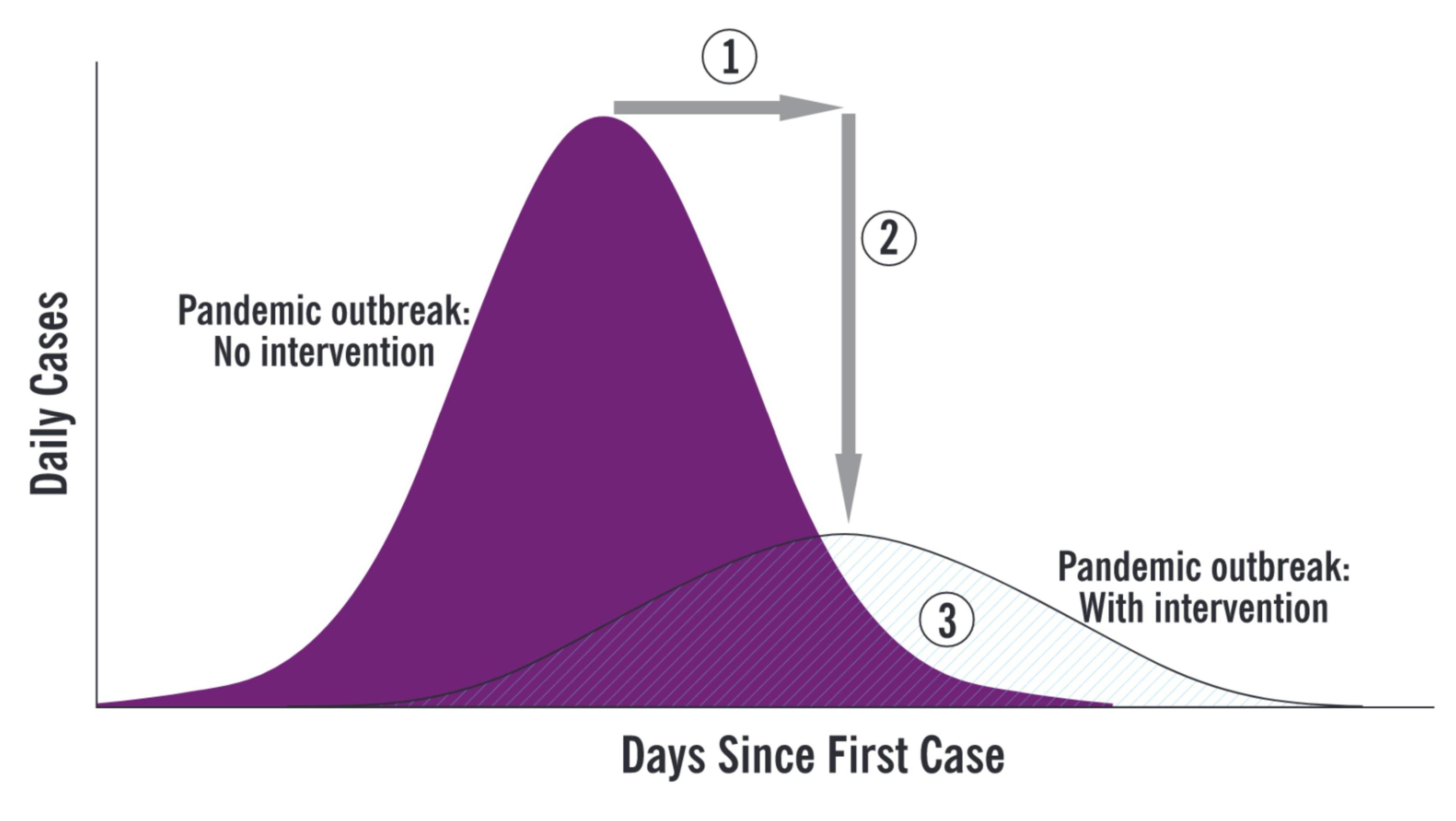
医薬品を使わない介入 (NPI) による集団感染緩和策 (Community Mitigation)
(1) 流行のピークを遅延させる
(2) ピーク時の医療への負荷を下げるために曲線を平坦化する
(3) 感染者数と健康への影響を減らす。

感染ピークを遅らせるための緩和策(流行曲線の平坦化)により、医療機関はより適切に治療負荷を管理できる。同様に、人員や設備の増加などによって医療機関のキャパシティが大きくなると、患者の増加に対応できるようになる。

集団感染緩和策不十分であると、感染急増の緩和後、再び感染が増える可能性がある。

医薬品を使わない対策・介入 (Nonpharmaceutical Interventions, NPIs) は、集団感染緩和策 (Community Mitigation) とも呼ばれ、以下の対策、予防が含まれる。
新型ウイルスに対して人間は免疫を持っていないので感染が拡大するが、ワクチンが使用できない場合はNPIsは感染を制御する有効な方法とされる。これまでの疫学解析で、最も有効な対策の組み合わせを最適なタイミングで実施することでかなりの程度被害が抑えられる。

#### 日本における感染予防に関する指針
厚生労働省は2020年3月1日、これまでの日本の集団感染（クラスター）事例にスポーツジム、屋形船、ビュッフェスタイルの会食、雀荘、スキーのゲストハウス、密閉された仮設テントなどがあったとし、換気が悪く、人が密集して過ごす空間、不特定多数の人が接触する場所に行くことを避けるよう勧告した。
新型コロナウイルス感染症対策専門家会議は3月9日、これまで集団感染が確認された場所は、1.換気の悪い密閉空間、2.多くの人が密集、3.近距離（互いに手を伸ばしたら届く距離）での会話や発声という3つが重なった場であり、このような場所を避けるよう勧告した。同会議は集団感染を防ぐために以下を強く推奨した。
3月12日、第一種感染症指定医療機関である都立駒込病院の今村顕史感染症科長は、現在の日本の状況では流行を抑えるために一番重要なのはクラスター（感染集団）対策であるとする。クラスターの中で複数の人に感染を広げている人が見つかったら、徹底的に接触者（濃厚接触者）を調べるとする。ジムに通っていた陽性者で、濃厚接触者数が約1,400人となった例があった。
3月19日に専門家会議は、現状は持ちこたえているが、あるとき突然爆発的に患者が急増（「オーバーシュート」)して、医療が提供できなくなれば、強硬なロックダウン措置（都市封鎖・店舗閉鎖・外出自粛など）を取らざるを得なくなると懸念した。その上で引き続き、集団感染（クラスター）の早期発見、重症者への集中治療の充実と医療提供体制の確保を維持し、また各地域は感染状況に応じて、密閉空間でのイベントや集会（3つの条件の重なる場所）など感染リスクの高いものは徹底的に回避しながら、感染が拡大していない地域においては感染リスクの低い活動から徐々に解除することもありえるとした。
上記までの見解を踏まえ、新型コロナウイルス厚生労働省対策本部では、リスク要因の一つである「換気の悪い密閉空間」を改善するため、多数の人が利用する商業施設等においてどのような換気を行えば良いのかについて、有識者の意見を聴取しつつ、文献、国際機関の基準、国内法令基準等を考察し、推奨される換気の方法として、「「換気の悪い密閉空間」を改善するための換気の方法」を取りまとめた。
3月28日、新型コロナウイルス感染症対策本部より、「新型コロナウイルス感染症対策の基本的対処方針」が発表され、この中で感染者を抑えること、医療提供体制や社会機能を維持することが重要であり、「3つの密」（密閉空間・密集場所・密接場面）を避けること、疫学調査等によるクラスター発生の封じ込めが推進された。なお、この三つの密のある空間は「3密」と表現され、広報されている。

### 集団免疫

集団免疫 (Herd immunity) のモデル。
（青）:免疫を持っていない人
（黄）:免疫を持っている人
（赤）:感染者
1.上段図では、免疫を持っている人がいないため感染が激増する。
2.中段図では、集団の少数に免疫を持つ人がいる。
3.下段図では、集団の大多数が免疫を持っている。その結果、上段図と比べて、感染の拡大は圧倒的に抑えられる。

日本の新型コロナウイルス感染症対策専門家会議は3月2日に「感染症のなかには、大多数の人々が感染することによって、感染の連鎖が断ち切られ、感染していない人を保護する仕組みが機能できる」として集団免疫の考えに言及した。
集団免疫は、市中感染が拡大する以前の隔離政策、またワクチンがない場合の対策として見なされている。
新型コロナウイルスと同じコロナウイルスである、ヒトコロナウイルスOC43について、集団免疫が成立しているかもしれないという説がある。このウイルスは、19世紀末に100万人が死亡した大流行の元凶の可能性があるが、現在では季節性の風邪に過ぎない。

#### イギリスでの集団免疫
3月12日、英国政府は集団免疫で対策すると表明した。
3月14日、イギリスの科学者は「社会距離戦略の即時実施提言」を発表し、政府の対応は不十分で、もっと厳しい「社会距離戦略」を速やかに実施すれば、国内の感染拡大を劇的に遅らせ、数万人の命を救うと主張した (3月16日迄に501人署名）。また現時点で『集団免疫』を追求するのは有効ではないとした。バーミンガム大学のウィレム・ファン・シャイク教授（微生物学）は、集団免疫の効果を目指すには、国内だけで3600万人が感染し回復しなくてはならないが、その人的コストの予測は不可能で、数万人から数十万人が死亡するとし、「NHSがパンクしてしまわないよう、数百万人の感染が長期間にわたり散発的に起きるように流行期間を引き伸ばすしかない」と述べた。
イギリス保健省は「集団感染は、我々の行動計画の一部ではなく、感染症流行の自然な副産物だ。人命を救い、最も弱い立場の人たちを守り、NHSの負担を軽減することが、私たちの目標だ」とし、「感染対策はすでに封じ込めフェーズを過ぎて、感染拡大を遅らせる段階にきている」「今後数カ月の間に国内の免疫力がどういうレベルになるか、予測できている」と反論した。

### 渡航制限
流行の発生を受けて、シェンゲン圏内のほとんどの国と地域、およびアルメニア、オーストラリア、インド、イラク、インドネシア、カザフスタン、クウェート、マレーシア、モルディブ、モンゴル、ニュージーランド、フィリピン、シンガポール、スリランカ、台湾、ベトナム、およびアメリカ合衆国 が、中国市民や最近中国を訪問した者に対する一時入国禁止や、中国市民に対する査証（ビザ）の発行停止および査証発行要件の強化を実施した。
サモアに至っては、中国での滞在歴がある自国民の入国さえも拒否し、適法性を巡って広く非難を呼んだ。
欧州連合 (EU) はシェンゲン協定を一時効力停止してイタリアとの間に国境管理を導入する考えを拒否した。
日本からの渡航者に対し入国制限をしている国が2020年3月27日時点で176カ国・地域、世界の約9割に相当し、2月25日時点の7カ国から25倍となった。また、3月31日時点で日本はアメリカ、ヨーロッパ、中国、韓国を渡航中止勧告と入国拒否の対象国に指定することを決定した。2021年「オミクロン株」が流行した時には全世界から外国人の新規入国を停止した。
韓国は2020年4月から投資、貿易、人道上に限りビザを発給し入国を制限した。2022年の6月から観光ビザの発給を再開し、同月8日ワクチン未接種者にかされていた隔離措置を解除した。
アメリカは3月13日にシェンゲン協定締結国26カ国に対し30日間の入国禁止を実施、16日には制限をアイルランドとイギリスにも拡大した。19日にはアメリカの全国民に海外渡航の中止を求める勧告を出した。2021年10月、アメリカはワクチン接種を条件に入国制限を緩和した。
北朝鮮は1月21日（武漢の都市閉鎖は同23日）に中国からの旅行客の受け入れを中止し、事実上の国境封鎖を行った。

### 在外国民の避難

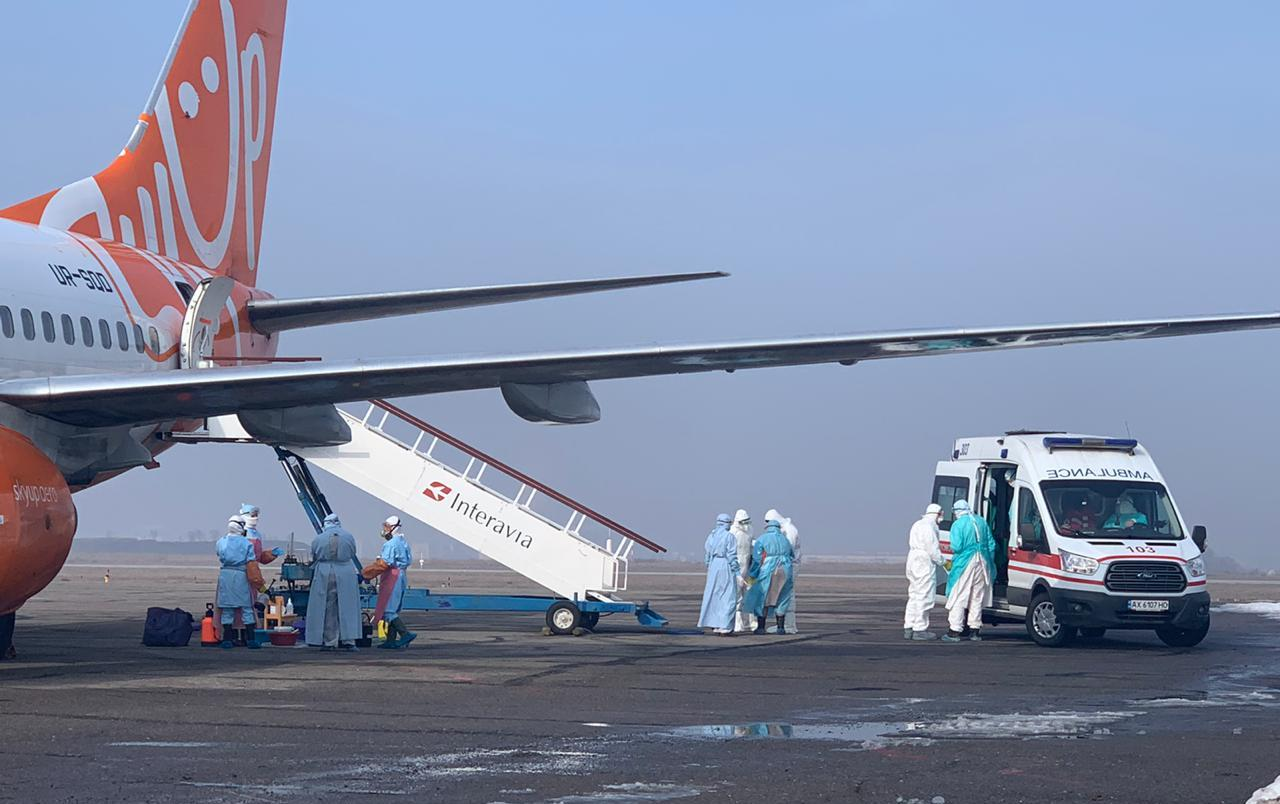
ウクライナは武漢から自国民および外国市民を避難させた。

武漢市および湖北省で公共交通が封鎖されたため、いくつかの国は、中国当局による離着陸許可を得て、チャーター便を手配して同地域から自国民および外交職員を本国へ避難させることを計画した。カナダ、アメリカ合衆国、日本、インド、フランス、オーストラリア、スリランカ、ドイツ、およびタイは、早くから自国民の避難を計画していた。一方、パキスタンは中国から自国民を避難させないと言明した。2020年2月7日、ブラジルは34名のブラジル人や家族、および4名のポーランド人、1名の中国人、1名のインド人を避難させた。このポーランド人、中国人、インド人は、ブラジル機が本国へ向かう途中に降り立ったポーランドで降機した。本国に帰国したブラジル国民はブラジリア近くの軍基地で検疫された。同日、215名のカナダ人が中国の武漢からカナダ軍基地トレントンへ避難（176名は第1便、39名は米国政府がチャーターした第2便）し、2週間検疫された。2月11日、別の便で185名のカナダ人が武漢からカナダ軍基地トレントンに到着した。オーストラリア当局は2月3日と4日に277名の国民を検疫施設に転用したクリスマス島にある収容所に避難させ、そこで14日間待機させた。ニュージーランドの避難者を乗せた航空便（オーストラリアおよび太平洋諸国の市民も搭乗）は2月5日にオークランドに到着し、オークランドの北、ファンガパラオアにある海軍基地で検疫された。アメリカ合衆国はクルーズ船「ダイヤモンド・プリンセス」号に乗船しているアメリカ人を避難させると発表した。2月21日、「ダイヤモンド・プリンセス」号から避難した129名のカナダ人を乗せた航空機がオンタリオ州トレントンに到着した。インド政府は国民をイランから避難させるため、空軍を向かわせる予定であることを発表した。

### 都市封鎖 (ロックダウン)

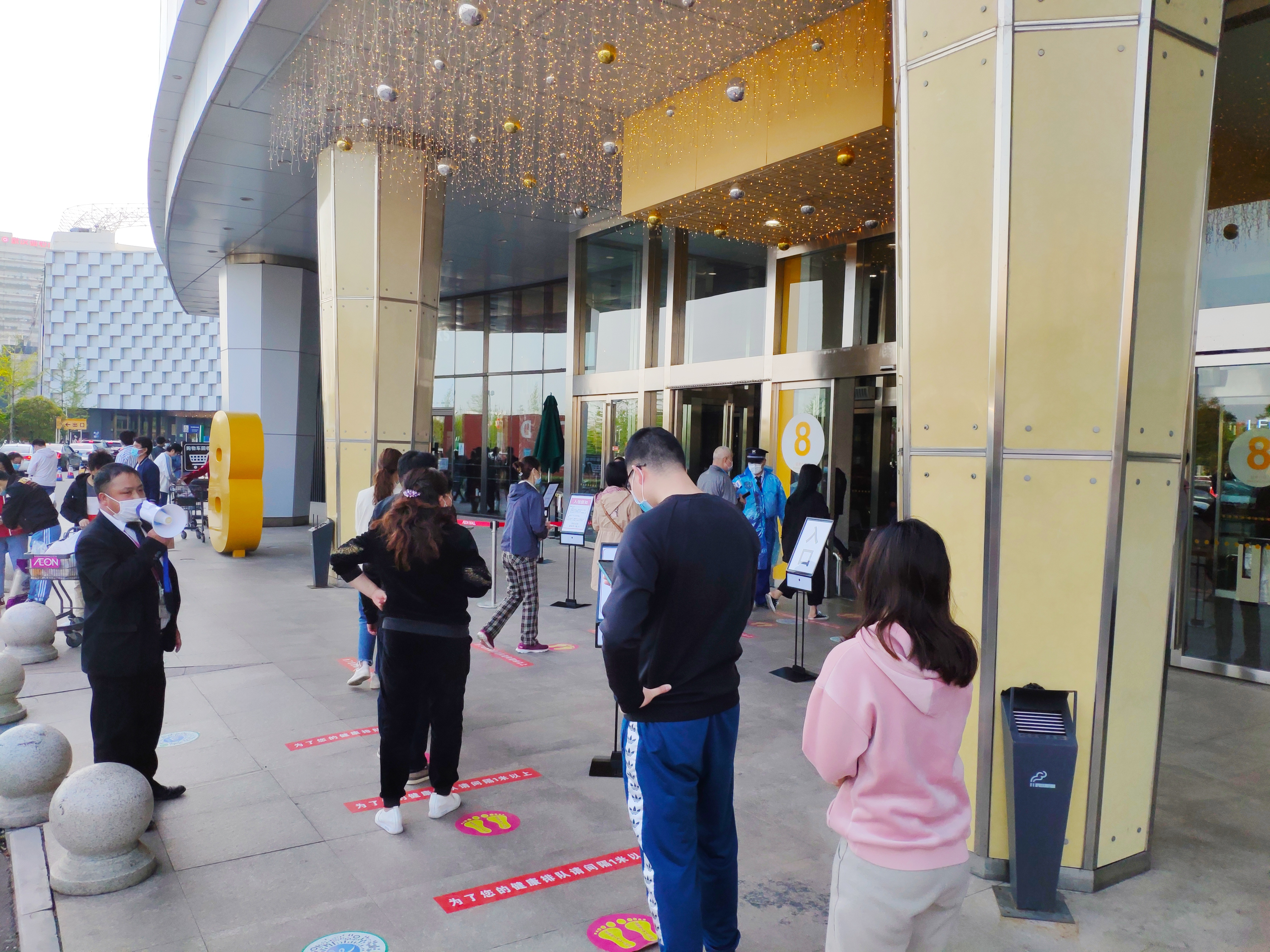
武漢でのCOVID-19のパンデミックが抑制され、イオンモールは営業を再開した。

- 中国：2020年1月23日、武漢市で都市封鎖を宣言。ドイツ連邦保健省、シュパーン保健大臣、ロベルト・コッホ研究所は3月11日に、武漢の強制隔離は感染者の急増を防ぎ緩やかにする効果は期待できるが、新規感染の数を減らすものではなく、ウイルスの消滅を意味しないとし、隔離の効果への過度の期待はできないと述べた[381][382]。シャリテ医科大学のクリスチャン・ドロステン (Christian Drosten) は、中国当局のデータは意図的に操作されており信頼に値しないとし、また中国の社会活動が元通りになれば再流行が起こると予測した[382]。3月27日から武漢の道路や鉄道の封鎖が解かれはじめた[383]。ロンドン大学衛生熱帯医学大学院のケイシャ・プレムは「武漢の移動制限の拙速な緩和は避けるべき。感染『第2波』が早まりかねない」と強調した[384]。
- 日本：2020年2月20日、イベント主催者に必要性の検討を要請[385]。2月27日、スポーツやイベントなどの集会の2週間の中止・延期・規模縮小を要請し[385]、3月2日からの一斉休校を要請した[386]。3月19日に専門家会議は、感染が爆発的に急増（オーバーシュート）すれば、強硬なロックダウン措置（都市封鎖・店舗閉鎖・外出自粛など）を取る必要があると提言した[336]。しかし、3月13日に成立した改正新型インフルエンザ等対策特別措置法には罰則規定が無いため、罰則を規定する立法か超法規的措置を行わない限りは政府や各都道府県自治体によるロックダウンは不可能であり、外出自粛の要請（最終的な意思決定は国民に任せる）が限界である[387]。
  - 北海道：2月28日、緊急事態を宣言、週末の外出自粛を要請[388]、3月1日に「人が大勢集まり、風通しが悪い場所」に行かないことを要請、緊急事態宣言は19日で終了、外出自粛は4週連続で呼びかける[389]。
  - 名古屋市：3月9日、感染の疑われる市民に不要の外出禁止を条例で求めた[390]。
- イタリア：2020年2月22日、ロンバルディア州ローディ県10自治体やヴェネト州のヴォーを封鎖[391]。3月7日、ロンバルディア州全州、エミリア＝ロマーニャ州、マルケ州、ピエモンテ州、ヴェネト州に拡大、ミラノやヴェネツィアも含まれ、4月3日まで学校・スキーリゾートの閉鎖、スポーツ・冠婚葬祭などイベントの中止、バー・レストランの営業制限が命令された[392][393]。3月10日、北部に限定されていた移動制限と休校、レストランや喫茶店の夜間営業停止が全土に適用[394][395]。また3月12日-25日まで、生活必需品販売店や薬局などを除く全商業活動休止[395][396]。しかし、住民の外出は止まず、8日間で5万1000人の違反者が出たため、3月17日に政府は、感染を隠して外出した場合、虚偽の申告で公衆を危険にさらしたとして、懲役最長12年を科すと厳罰化した[397]。またロンバルディア州は携帯電話のGPSによって市民の行動を監視していると明らかにした[397]。3月19日ロンバルディア州知事は「ジョギングも自転車に乗るのもやめてほしい」「訴えを聞いてもらえなければ軍隊を出動する」と言った[398]。
- 韓国：大邱広域市は2020年3月7日、新興宗教団体「新天地イエス教会」の関係者が入居する建物で46人の集団感染が確認されたため、2棟を封鎖した[399]。

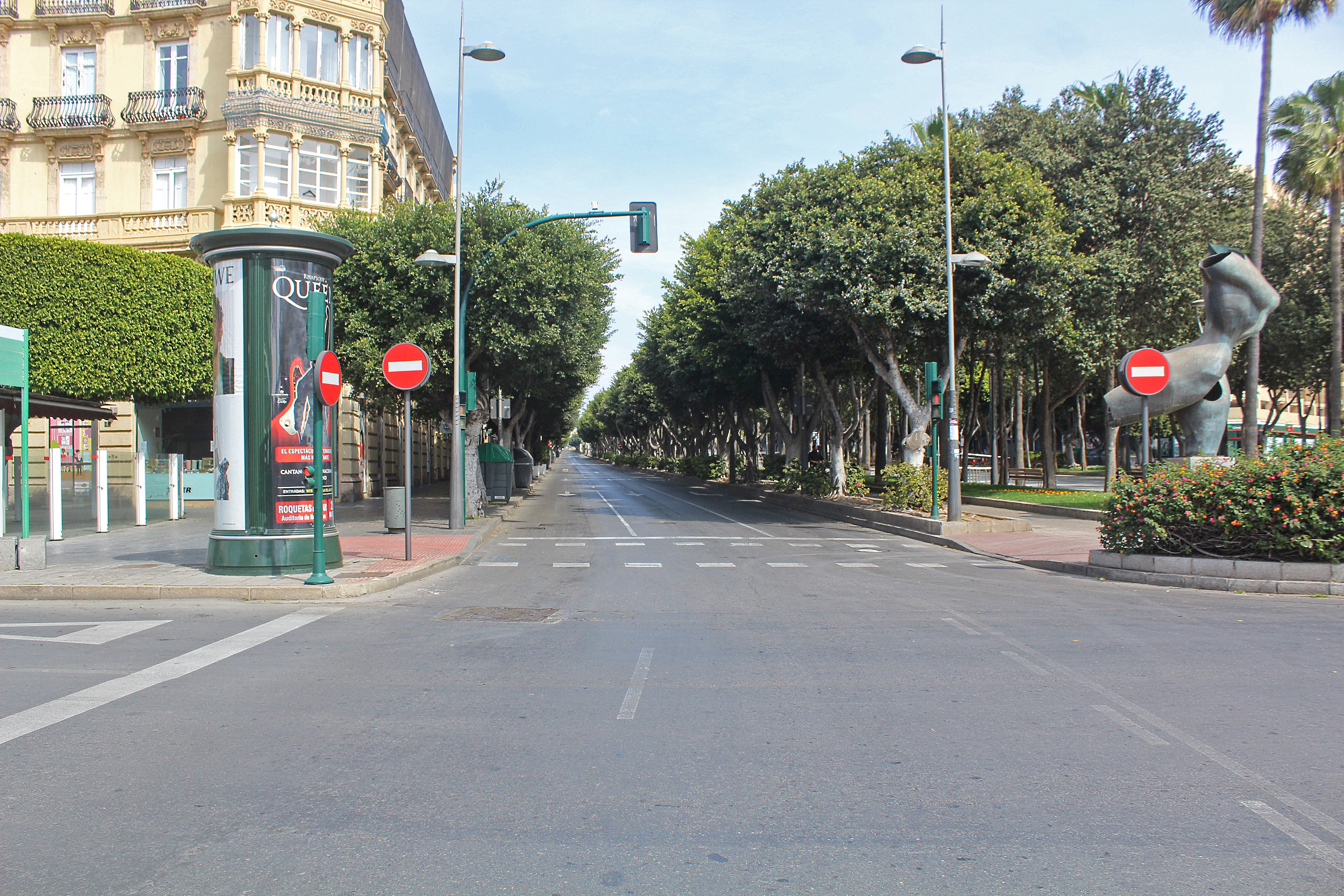
規制により人通りがなくなったスペインの通り（2020年3月15日）

- スペイン：2020年3月14日に非常事態を宣言。買い物や出勤以外の外出を制限。国境も事実上封鎖[400]。
- フィリピン：2020年3月15日から4月14日までマニラ首都圏を封鎖[401]、3月17日にルソン島全域も封鎖[402]。
- レバノン：2020年3月15日、外出禁止措置を実施[403]。
- チェコ：2020年3月16日、都市封鎖を実施[403]。
- EU：2020年3月16日、EU域内への不要な渡航の30日間禁止を提案。入域制限地域はアイルランドを除くEU加盟26カ国と、シェンゲン協定に参加する非EU4カ国の計30カ国を想定し、状況によって延長も検討[404]。欧州委員長のフォンデアライエンは「移動が少ないほど、ウイルスを封じ込めることができる」と述べた[404]。
- ドイツ：2020年3月16日から学校を閉鎖し、17日から美術館、映画館、スポーツ施設、コンサートホール、バー、動物園などが営業停止、公演も各種イベントも禁止し、事実上の都市封鎖（ロックダウン）[405]。18日から飲食店の営業時間を午前6時から午後3時までに制限し、テーブルの間隔は最低1.5メートル以上、入店は最大30人までという条件付きである。午後3時以降は、テイクアウトもしくは配達のみ[405]。スーパー、薬局、ガソリンスタンド、銀行などは営業可能で、ふだんは営業禁止の日曜も営業可能とした[405]。さらに国境も閉鎖した[405]。

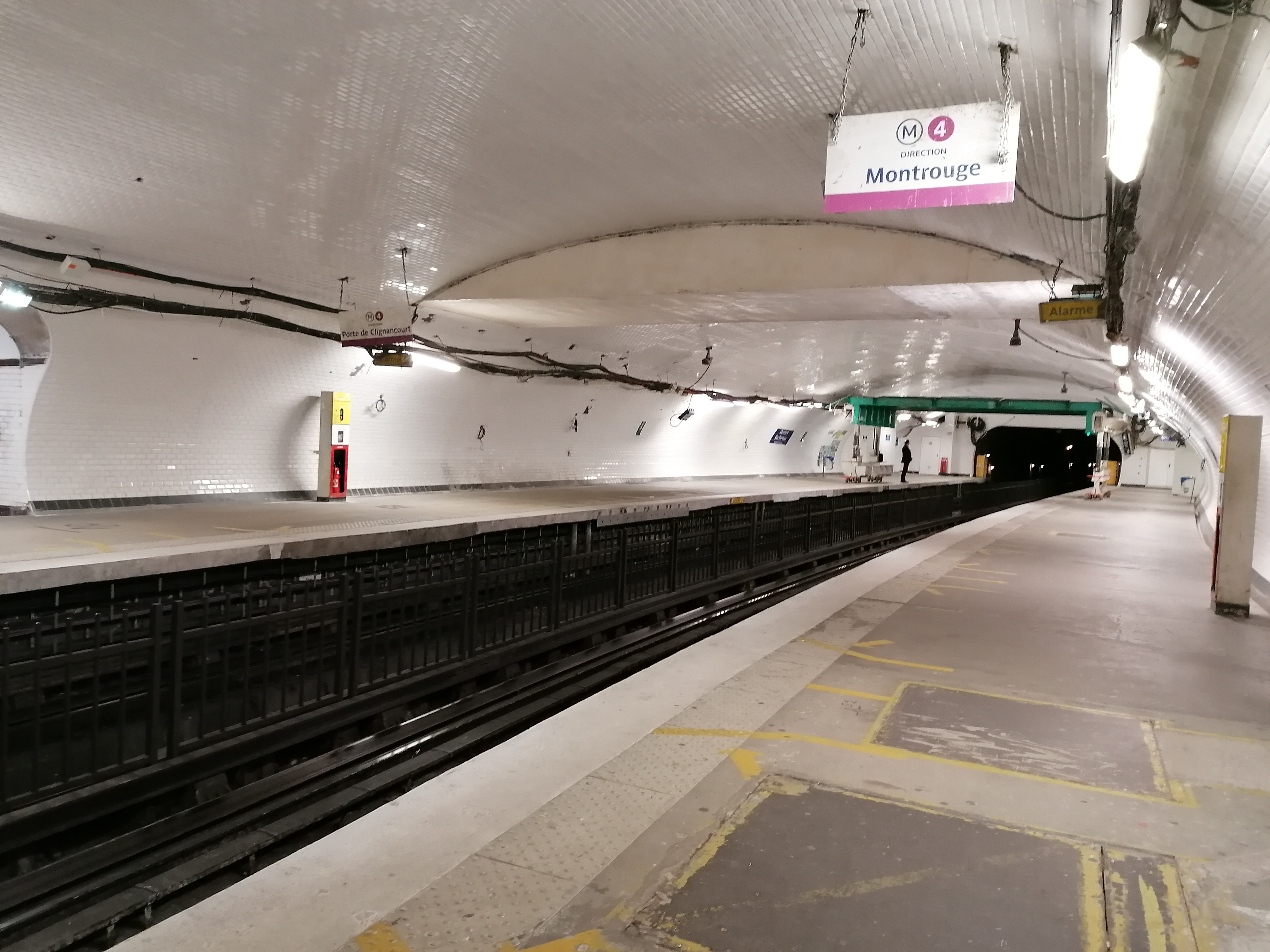
フランスパリの地下鉄駅（2020年3月24日）

- フランス：2020年3月17日から15日間、買い物や通勤を除き、外出を制限し、違反者は処罰[400]。
- イスラエル：2020年3月17日、外出禁止措置を実施[403]。
- ベネズエラ：2020年3月17日、外出禁止措置を実施[403]。
- ベルギー：2020年3月18日、外出禁止措置を実施[403]。
- マレーシア：2020年3月18日から31日まで全国で都市封鎖[402][406]。スーパーマーケットや薬局、水・電気・通信事業者、刑務所や防衛関連を除き、全ての政府と民間の事業所、学校が閉鎖される[406]。イスラム教の行事を含む大規模集会は禁止、レストランは配達サービスのみ営業可能[406]。日系工場の停止でサプライチェーンへの影響が懸念されている[406]。
- イギリス：2020年3月18日、20日から一斉休校を実施すると発表[407]。ロンドンは3月19日から最大40カ所の地下鉄駅を閉鎖、カーン市長は必要でない限り公共交通機関を使わないよう要請[408]。
- アメリカ合衆国：カリフォルニア州は2020年3月19日、外出禁止令を発令した。食品店、薬局、銀行などは営業を継続する[409]。
- インド：2020年3月19日、デリー首都圏で全ての飲食店、スポーツジム、ショッピングモールを閉鎖し、22日から全土で外出を禁止[410]。

その他
- オーストリア、イギリス、ドイツ、イランは外出禁止までは至っていないが、移動を制限[403]。
- チュニジア、ボリビア、セルビア、米ニュージャージー州、米自治領プエルトリコ、フィリピンの首都マニラでは、夜間外出禁止[403]。

### 学校閉鎖 (一斉休校)

各国での学校閉鎖の状況
一部地域の学校を閉鎖した国・地域
全国の学校を閉鎖した国・地域

世界各国で集団感染を防ぐために学校や大学が閉鎖され、少なくとも15億人の児童・生徒・学生が影響を受けた。
また、国連教育科学文化機関 (UNESCO) は、世界各国で学校を閉鎖していることによる教育の中断を懸念し、遠隔学習プログラムの実施を推奨している。
しかし、低所得国の多くはインターネット環境を整備することが難しく、高所得国との間で大きな差が見られた。

### 国際援助
- 2020年1月26日、ゲイツ財団は、500万ドルの寄付を表明し[415]、2月5日、更に1億ドルをWHOに寄付すると発表した。寄付金はワクチンの研究費と処置の取り組み、ならびに「危険にさらされているアフリカおよび南アジアの人々」を守るために使われる[416]。
- 日本は、武漢市にいる日本国民を救出するためのチャーター便の手配を調整する過程において、まず無人となる往路便で、日本国民のためだけでなく中国の人々のためにもなる、大量のマスクおよび防護服から成る支援物資を武漢市に輸送することを約束すると茂木敏充外務大臣が表明した[417]。1月26日、チャーター便が武漢市に到着し、100万枚のフェイスマスクを武漢市に寄付した[418]。支援物資の中には東京都から寄付された医療用防護服2万着も含まれていた[419]。1月28日、水戸市は5万枚のマスクを友好交流都市である重慶市に寄付した。2月6日、岡山市は22,000枚のマスクを姉妹都市の洛陽市に送った。政権与党の自由民主党は2月10日、党所属の国会議員全員の3月分の歳費（給与）から一律5,000円を天引きし、集まった200万円を中国に寄付するという象徴的な行動を見せ、これについて同党の二階俊博幹事長は「我が国にとって、中国でのウイルスの大流行を見るとき、身内や隣人が苦しんでいるのを見ているようであります。日本の人々は中国を助けることを厭わず、この大流行がなるべく早く終息することを願っております」と述べた[420]。ピースウィンズ・ジャパンはスタッフを中国に派遣し、同国に送るフェイスマスクやその他の物資の配布を手伝うと発表した[419]。
- 人道支援団体「ダイレクト・リリーフ」はフェデックスと協力して輸送・物流支援を受けながら、手袋と病衣を含むその他の個人用保護装備とともに、1月30日までに支援の要望があった20万枚のフェイスマスクを緊急空輸し、武漢協和医院（中国語版）に届けた[421]。
- 1月30日、アメリカの大学で学ぶ中国人留学生の一部はグレーター・シカゴ地域の合同グループと共に5万枚のN95マスクと1,500着の防護服を湖北省の病院に送った[422]。
- 2月5日、中国外務省はベラルーシ、パキスタン、トリニダード・トバゴ、エジプト、およびイランを含む21カ国が中国に支援物資を送ってきたと表明した[423]。
- 2月8日、アメリカ合衆国国務省は中国に約18トン分のマスクや防護服など感染対策の支援物資を空輸し、最大1億ドルの資金援助も行うと表明した[424]。ピッツバーグ市は姉妹都市である武漢市に医療物資を送ると発表[425]、ピッツバーグ大学医療センター (UPMC) も支援計画を発表した[426]。
- マレーシアは1800万人分の医療用手袋を中国に寄付することを発表した[427]。
- フィリピン赤十字社（英語版）からも140万ドル相当のフィリピン製フェイスマスクが寄付され、武漢市に発送された[428]。トルコは医療用装備を発送し[429]、ドイツは10,000着の化学防護服を含む様々な医療用品を配送した[430]。
- 2月19日、シンガポール赤十字社は226万ドル相当の支援物資を中国に送ると発表した[431]。

## 中国政府の対応

### ゼロコロナ政策
中国では、厳格な行動制限などで完全な封じ込めをはかるゼロコロナ政策を実施した。

### 時系列

#### 発見と情報規制:2019年12月 - 2020年1月

##### 2019年12月
- 12月26日-27日、湖北省中西医結合医院呼吸与重症医学科主任の張継先医師が原因不明な肺炎を発見、報告した[435]。
- 12月30日、武漢市中心病院救急科主任の艾芬医師は、原因不明の肺炎患者のウイルス検査報告を医師のSNSチャットグループに投稿した[436]。同院の眼科の李文亮医師は、患者からSARSコロナウイルスが検出された検査結果を偶然見かけて、同日午後5時43分に同級生のWeChat（ウェイボーとも[437]）グループで「華南海鮮市場で7人のSARS感染者が確認された」と発信、検査結果と肺のCT検査の写真も送った[437]。同日午後6時42分に「コロナウイルスの感染が確認され、どのタイプかまだ調査中」と補足した[438]。
- 12月31日、新型肺炎の発生について中国側は初めてWHO中国事務所へ報告した[439]。

##### 2020年1月
- 2020年1月1日、武漢警察が「インターネット上で虚偽情報を掲載した」として医師ら8人を呼び出した[440][441]。李医師も当局から31日未明に呼び出され、デマを流したとして「自己批判文」への署名を強要された[437]。艾芬医師は勤務先の病院経由で武漢政府から「パニックを避けるため、情報を外部に公表してはならない」と通知され、その後、病院幹部に「デマを流した」と責められ、今後は一切口外しないよう厳命された[436][442]。その後、艾は1月初旬に「人から人への感染」を確信するが、発言できなかった[436][442]。中国政府が人から人への感染を認めたのは1月20日になってからだった[436]。艾芬医師は「もし1月1日に皆が用心できていれば（情報が公表できていれば）、このような多くの悲劇はおきなかった」と後悔の念を後に述べた[443]。
- 1月3日、武漢市公安局が、「社会秩序を混乱させた」「デマ伝播者」の一人として李文亮に訓戒処分を下した[437][444]。一部メディアによれば、同日に中国当局は初めてアメリカに新型ウイルスの情報を通達し、その後2月までに計30回情報提供を行った[445]。
- 1月6日-1月10日、武漢市両会（「人民代表大会」「政治協商会議」）。両会期間は「円満成功」が至上命題であり、負の情報は報告されないため、武漢政府は1月6日から10日にかけての両会期間中は感染者を公表しなかったという見解もある[437][446]。また1月6日には武漢の湖北新華医院が、新型肺炎に関する情報を外部に漏洩するなと院内に指示した[437][信頼性要検証]。
- 1月7日、中国の研究者により本感染症の病原体が新型のコロナウイルスであることが報告され、更に5日後の1月12日にはウイルスの全遺伝子配列が世界中に公開された[439][447]。
- 1月10日頃から、1月25日の春節の大型連休（春運）が始まり、延べ14.76億人の大移動が始まった[448]。
- 1月11日-17日、湖北省両会。1月12日から17日にかけての湖北省の両会期間中にも感染者は公表されなかった[446]。
- 1月18日、武漢の集合住宅地「百歩亭」には18万人が住むが、ここで4万世帯以上が料理を持ち寄る万家宴が実施された[449]。武漢政府は放置した[437]。この催事で感染拡大に拍車がかかったとみられる[449]。

#### 公式発表と都市封鎖:2020年1月
- 1月20日、午前、国務院総理の李克強は国務院に中国国家衛生健康委員会（国家衛健委）の鍾南山会長を呼んで報告を聞き、リスク意識の強化を指示した[437]。午後、習近平総書記は「感染蔓延の阻止」「迅速な情報開示」を指示した[437]。夜、鍾南山は国営テレビで「武漢でヒトからヒトへの感染が発生した」と警告し、武漢に行かないように呼びかけた[437][450]。旧正月に伴う大規模な人の移動（春運：1月10日〜1月25日頃）があるため、保健機関は警戒した[451]。それまで武漢以外の地域から感染情報がないのはおかしいとインターネットで語られていたが、習近平総書記の指示以降、各地方政府から情報が開示されるようになった[437]。ネガティブな情報（感染情報）を中央に報告することで失脚や更迭などの処罰を受けることを地方政府が恐れていたためともいわれる[437][信頼性要検証]。
- 1月21日湖北省の蔣超良書記らが春節祝賀の演出に参加していたことが国民から批判された[437]。
  - 同日、WHOの調査チームが武漢天河国際空港、武漢中南病院、湖北省疾病予防管理センター、中国疾病預防控制中心（CDC）のP3（バイオセーフティレベル:BSL-3）研究所などを視察した[452]。
- 1月23日、中国共産党中央政治局常務委員会からの指示で武漢市が都市封鎖を宣言し、バス、地下鉄、フェリー、空港も鉄道も停止した[453]。同日開催された春節祝賀会で習総書記は祝辞を述べただけで新型肺炎には一切触れなかった[437]。
- 1月24日、「湖北日報」記者張欧亜は微博で「武漢幹部は交代せよ」と述べ、即時削除された[437]。
- 1月25日（春節）、党政治局常務委員会議を開催し、政府は海外旅行禁止を決定（27日から）[454]。
- 1月25日、武漢の作家方方（汪芳）は微博で武漢の防疫状況を記録する形の『武漢日記』を投稿しはじめた。その記録の真偽に巡りSNSで論争を引き起こした[455]。
- 1月26日、国務院は春節を3日延長、各種学校の開校も延長した[456]。
- 1月27日、浙江省、上海市が企業の操業再開を2月10日以降とし、学校開講を2月17日以降とした。湖北省は操業再開を2月14日に延期。
- 1月29日、 中国疾病予防管理センター (CCDC)が米国医学雑誌に発表した論文で、最初の感染者はおそらく12月8日に現れ、「人から人への感染」はすでに2019年12月中旬以降発生していたと報告している[437]。
- 1月30日、湖北省黄岡市衛生健康委員会主任唐志紅を含む24人が防疫不行き届きのため免職、または処分された[457]。

2020年1月時点では、中国の対策は2003年のSARS流行時と比較して、一部の外国の首脳らから称賛された。トランプ米大統領 や、ドイツのイェンス・シュパーン保健相は中国の懸命な対策とその透明性はSARSの時とは大きな違いがあると賞賛した。シンガポールのハリマ・ヤコブ大統領、リー・シェンロン首相、ロシアのプーチン大統領らは「迅速で断固とした対応」を賞賛した。

#### 2020年2月
- 2月5日、中国政府は微博（ウェイボ）や微信（ウィーチャット）、ByteDance（字節跳動）の抖音（ドウイン）などのソーシャルメディアの検閲強化を発表した[464]。
- 2月6日夜、中国メディアは李文亮医師の死去（享年34）を報道した[465][466][467][468]。
  - 同日、武漢の現状をスマートフォンなどを用いてTwitterやYouTubeなどに投稿していた北京の弁護士の陳秋実が行方不明となる。親族は警察から「隔離された」との連絡を受ける[469]。
- 2月7日、武漢市民の方斌はに強制連行のため集団が部屋に押し入ってきた動画を投稿して以来途絶える[464]。
- 2月11日、WHOは新型コロナウイルス (SARS-CoV-2) による疾患の正式名称を「COVID-19」に決定した[470]。WHOは2015年に、新たなヒト感染症・ウイルスの名称に地理的な位置、人名、動物や食品に関する名前、特定の文化や産業に関する名前を含むべきでないとする方針を定めていた[471][472][473]。名称を決めるにあたってWHOの職員は「メディア報道が武漢や中国を使っているが、我々は汚名を着せないようにしたい」と述べた[473]。ジョンズ・ホプキンス健康危機管理センターのクリスタル・ワトソン准教授も「人々が『中国ウイルス』などの呼称を使い始めると、特定の人々に対する反感を巻き起こす危険がある」と述べていた[472]。しかしその後、米国や日本では発生の起源を明確にするためにウイルス名に「武漢」(Wuhan)の名称を入れるべきだとする意見も出た[474]。中国外務省や国営メディアは「武漢ウイルス」のような言葉が出るたび火消しに走っている[475]。
- 2月14日、「日本の尊厳と国益を護る会」の代表幹事である青山繁晴参院議員は「WHOが決めた『COVID-19』は覚えにくいし、病気の本質が理解しづらい。『武漢熱』と呼ぶべきだ」と述べた[476]。2月16日に青山参院議員はブログで発生源の武漢に信頼できる国際調査団が入れないという決定的な問題があるとし、アメリカのCDCが何度も入ろうとしたが中国政府に阻止されたと述べ、またWHOが「感染症に地名を入れない」という方針を打ち出したのも中国が陳馮富珍 (マーガレット・チャン) を事務局長に送り込んでからであると論じた[477]。
- 同14日、曽益新国家衛健委は、無症状病原体保有者について、情報公開の対象外とすると発表した。PCR検査で陽性で発熱や咳のような症状がない場合、14日の隔離を施しその間感染症状が現れなければ、感染者として発表しないという基準に変更する[478]。
- 2月16日、湖北省は同省全域を封鎖し、緊急車両など以外の車の通行を禁止し、不要な外出や集会に対しては強制措置を取るとした[479]。生活必需品も集団購入して配送する配給制となった[479]。同省の孝感市は外出を禁止し、違反行為には十日以下の拘留を課すと通知し、麻城市は他人の症状を通報した人に五百元（約7,800円）の奨励金を支払うとした[479]。
- 2月22日、環球時報が、日本のテレビ朝日が、CDCが過去数か月間にインフルエンザで死亡した米国の患者1万人のうち、新型コロナウイルス感染による肺炎患者が含まれていた可能性があると考えていると報じた[480]。このニュースは人民網と新浪微博にも掲載され、中国のネットユーザーの間で、2019年10月に武漢で開催された軍人スポーツ選手競技大会「ミリタリーワールドゲームズ」に参加した米軍関係者が中国に持ち込んだ可能性についても指摘された[480]。
- 2月26日、中国中央テレビの元キャスターの李澤華がYoutubeで生放送中逮捕される[481]。翌日に釈放されたが、レッドゾーンに進入したため隔離されたと、本人が説明した[482]。
- 2月27日、中国共産党中央宣伝部編集の「大国戦『疫』」を出版し、「領袖の決断」を称賛して最高指導者の役割を強調した[483][484]。国営メディアは本書は中国共産党の指導者と社会主義制度の顕著な優位性を明らかに示したと賞賛したが、インターネット上で「子どもは学校に行けず、武漢人は外出もできないのに（感染症への）勝利を口にするのか」などと反発が広がり、3月1日に購入できなくなった[483][485]。
- 同27日、鐘南山国家衛健委は「ウイルスの発生源は必ずしも中国とは限らない」と発言した[483]。また中国では「4月末までに感染はほぼ抑制される」と予測を述べた[486]。

#### 2020年3月
- 3月2日、習近平総書記は「ウイルスがどこからきたか明らかにするべきだ」と述べた[483]。
- 3月4日、国営新華社は「世界は中国に感謝するべきだ」と主張した[483][487][488]。この記事は、武漢で肺炎が流行した時、米国は中国をネガティブに扱い、中国人の入国を禁止し、中国を世界から隔離した[487]。中国が米国へのマスクと薬品の輸出を禁止すれば米国は困るが、中国は人間愛によって禁止しなかった[487]。新肺炎の流行は中国で起こったが、発生源は中国以外の可能性もある[487]。中国と接触することがない国でも感染について中国は謝罪する理由がない。中国はウイルス抑え込みに成功した。世界は中国に感謝している。米国は中国に謝罪すべきなのに謝罪していない、と主張した[487]。ほか、中国各メディアは、アメリカ、日本、韓国などの対策が不徹底とし、「中国の制度の優位性」を強調した[483]。
- 3月5日、中国外務省の馬朝旭次官は「世界の公共衛生に対する中国の貢献は、全世界で認められた」と訴えた[483]。
  - 同日、趙立堅副報道局長はFOXテレビの司会者ジェシー・ウォターズの中国は謝罪すべきだという要求に対して「ウイルスの発生場所について定説はなく、中国と他の国のいずれも被害者だ」「中国の感染症対策は責任ある大国のあるべき姿だった」とし、2009年にアメリカなどを中心に流行したインフルエンザに対して誰もアメリカに謝罪を要求しなかったと反発した[483][489]。
- 3月6日、王忠林武漢市党委書記は「武漢市民は習近平総書記と中国共産党に感謝すべきだ」とする「感恩教育」を展開した[485][490]。しかし、この「感恩教育」は中国国民の不満を引き起こし、インターネット上では批判され、「武漢市民に感謝する」と方針を転換させた[485][490]。
- 3月7日に「長江日報」は感恩教育について報じたが、市民の批判を受けて削除された[490]。
- 3月8日、湖北省党委員会書記応勇は、武漢の人々が「党の統制措置を積極的に支援し、協力した」と称賛した[490]。当局は箝口令を出し、メディアが「感恩教育」事件について言及することを禁じた[490]。同日、「長江日報」は武漢政府は武漢市民に心から感謝していると報道した[490]。ジャーナリスト褚朝新は、当局は人民の公僕であるが、当局が仕える人々は死に、病気になっているとし、良心があれば武漢の人に感謝の強制はしないと批判した[490]。武漢病院での情報隠蔽を内部告発した後死亡した李文亮医師の例でも、中国のソーシャルメディアは当局への怒りを示した[490]。
  - 同6日、マイク・ポンペオ米国国務長官が「こうした事態を引き起こしたのは、武漢コロナウイルスだということを忘れてはいけない」と述べた[491]。これに対して趙報道官は証拠なしに『中国ウイルス』と呼んで中国に責任を押しつけようとしている」とし、ウイルスの発生源が中国かどうかは結論付けられていないと反発した[475][491]
- 3月10日、習近平総書記（国家主席）が初めて武漢市を訪問した[485]。習総書記は「武漢市民は英雄だ」とし、「自宅待機が長くなり不満の一つも言いたくなるのは理解できる」と市民に配慮する発言もした[488]。環球時報は武漢訪問について「楽観的な気分となり、春の雰囲気が盛り上がった」と報じた[485]。
  - 同10日、WHOのテドロス・アダノム事務局長は中国国営CCTVのインタビューで、中国政府のリーダーシップと国民の協力を称賛し、「国際社会は中国が勝ち取った機会を十分利用すべきだ」と述べた[488]。
  - 同10日、武漢流行初期にウイルス検査を担当していた武漢市中心病院救急科主任の艾芬医師が、インターネットで共産党系の中国誌「人物」に公開した記事「笛をくばる人」で、武漢政府による口封じがあったと発表した[436][442][443][485][492]。艾芬の記事は投稿後2時間で当局に削除された、またSNSで記事は英語・日本語・ドイツ語に翻訳されたが、これも削除された[442]。しかし、AI（人工知能）を用いた検閲から削除されないよう、写真・篆書体や甲骨文字や毛沢東の書体などの書道・DNA配列・点字・楽譜・逆さ読み・QRコード・バーコード・モールス信号・絵文字など33種類の形式で転載されていった[442][485][492]。3月11日夜以降は転載記事は削除されなくなった[442]。インターネット上では「（李医師と）同じ悲劇を繰り返すな」「これ以上の言論封殺は許さない」など批判が続いた[442]。人民日報の姉妹紙『環球時報』は「これは不満を表した一種のネット上の芸術だ。大したことではない」と言及した[485]。胡錫進同紙編集長は3月11日、SNSで「中国ではネット上に集まった意見は、削除されても政策には反映される」と述べた[442]。
- 3月11日、党機関紙「人民日報」は「武漢の名は英雄として歴史に再び記される」と習総書記が述べた言葉を1面の見出しに使った[484]。
  - 同日、WHOのテドロス事務局長は「パンデミックと言える」「過去の２週間で中国以外での感染者数は13倍に増え、国の数は3倍になった」と発表[493]。
  - 同11日、ロバート・オブライエン大統領補佐官は、中国政府が初期感染の段階で情報を隠蔽し、WHOやCDCの派遣を受け入れなかったため、世界の対応が遅れたと主張する[489][494][495]。
- 3月12日、中国の衛生当局は「中国は感染のピークを越えた」と宣言[488]。
  - 同12日、オブライエン米大統領補佐官が中国政府が武漢での感染情報を隠蔽したために世界の対応が遅れたと発言したことを受けて[494]、趙報道官は「米軍が感染を武漢に持ち込んだかもしれない。（米国は）透明性を持て！データを公開すべきだ！アメリカは中国に説明せよ！」とTwitterに投稿した[489][496][497][498]。またウイルスの発生源が米軍の研究施設であると推測する記事も紹介した[498]。同日、外交部報道局長の華春瑩も「中国の新型コロナウイルスと呼ぶのは絶対的に間違いで不適切」とTwitter上で反論した[499][信頼性要検証]。米国務次官補のデイヴィッド・スティルウェルは、崔天凱駐米大使に陰謀論は話にもならないとし、「中国はパンデミックを引き起こした後、これを世界に知らせなかったという非難を免れる道を探している」と抗議した[495][500]。
  - 同12日、イタリアへの支援に向け四川省の大学と中国赤十字の専門家チームが出発した。中国メディアは一帯一路の絆は強くなり、中国への感謝の声があふれていると伝えた[488]。イタリアはG7で唯一中国の巨大経済圏構想の一帯一路に参加している[488]。
- 3月13日、2019年11月17日湖北省出身の55歳の男が新型コロナウイルスの最初の症例であった可能性が中国のデータから発覚しているが、中国当局はデータを公開しなかったとサウスチャイナ・モーニング・ポストが報じている[501][信頼性要検証]。
- 3月13日、WHOのテドロス事務局長は「今や欧州がパンデミックの中心地となった」と述べ、感染防止の主戦場が中国から欧州に移ったとの認識を示した[502]。
  - 同13日、中国外務省の耿爽副報道局長は、米政府高官らが中国とウイルスを結びつける発言について、中国への攻撃だと非難した[498]。
  - 同13日、趙立堅報道官は米軍伝染陰謀説の根拠として、「日本のテレビ朝日が「新型コロナウイルスの発生地は中国ではなく、米国である」と報道したと紹介する陰謀論サイトGlobalResearch.caの記事を紹介した[480]。
- 3月15日、ノーベル文学賞受賞作家のマリオ・バルガス・リョサは、中国が独裁体制でなく自由で民主的な国であり、感染症の発生当初に情報を隠蔽しなければ、世界はこれほどの感染拡大に直面しなかったと訴えた[503]。中国当局は「悪質だ」と反発した[504]。3月16日、副報道局長の耿爽は「無責任な言論」だと反発した[505]。
- 3月16日午前、欧州など各地の感染者数が初めて中国本土を上回った[502]。
- 同16日、中国外交統括役の楊潔篪はポンペオ米国務長官と電話会談し、互いに抗議した[506]。楊は「中国に泥を塗るたくらみは思い通りにならず、中国の利益を損なう行為は必ずや毅然とした反撃に遭う」と警告し、ポンペオ米国務長官は「今はデマや奇妙なうわさを流布する時ではなく、すべての国が一致して共通の脅威と戦う時だ」と強調した[506][507]。
- 3月17日、ドナルド・トランプ米国大統領はTwitterで「中国ウイルス (Chinese Virus)」と投稿した[507][508][509]。
- 3月22日、サウスチャイナ・モーニング・ポストは、2月末時点で中国の感染者4万3000人以上が「無症状」を理由に統計から除外されていたと報じた[510]。無症状者は感染者全体の3分の1とみられ、2月末の中国の公式発表約8万人に症状者を含めると12万人を超える[510]。無症状患者は医療監視下に置かれたという[510]。
- 3月25日のG7外相会合で、アメリカ国務省は「武漢ウイルス」と表記すべきだと主張したが、各国は受け入れず、共同声明の採択は見送られた[511][512]。ポンペオ米国務長官は「中国はウイルスが世界に及ぼすリスクを認識していたのに、早期の情報共有を怠った」と中国を批判した[512]。
- 3月26日、習近平国家主席（総書記）がG20の緊急ビデオ首脳会議に参加し、「ウイルスに国境はなく、感染拡大は共通の敵だ」と述べ[513]、G20は「ウイルスは国境にとらわれない。この共通の脅威に対して共同戦線を張ることに強くコミットする」とする共同声明を発表した[514]。サウスチャイナ・モーニング・ポストは米中が対立をいったん棚上げし、感染防止のメカニズムの構築を優先することで一致したと報じた[515]。
- 3月27日、習近平国家主席（総書記）との電話会談を終えたトランプ大統領はTwitterで「中国はウイルスについて十分な理解を深めている。我々は緊密に連携している」と投稿し、従来の「中国ウイルス」に代えて「コロナウイルス」と呼称した[516]。

## 国際機関の対応

### WHOの対応
WHOは、テドロス・アダノム事務局長が「中国の流行管理に対するアプローチを信頼している」と表明し、一般の人々に対しては「冷静さを保つ」よう呼びかけ、中国当局の流行への対処および封じ込めの取り組みを称賛した。WHOは、2003年のSARS流行時に中国当局が情報を秘密にしたことによって、流行の予防および封じ込めの取り組みが遅れた結果、非難されたことと対照して、現在の危機的状況について、中央政府が「定期的に情報を更新したことによって、旧正月の休日に入る前にパニックを回避した」と述べた。
2020年1月23日、中央当局が武漢の公共交通機関の運行禁止措置の実施を決定したことに反応して、WHOのガウデン・ガレア中国代表はたしかにWHOが推奨していることではないとしつつ、「交通機関が最も集中しているこの地域で流行を封じ込めるために積極的な関与をした非常に重要な指示だった」と話し、この禁止措置について「公衆衛生の歴史上、前例のない試み」と呼んだ。また、中国でのヒトからヒトへの感染は主に家族や患者の治療にあたる医療従事者にとどまっているほか、中国の外ではヒトからヒトへの感染が確認されていないことなどから、このケースが現時点では「国際的に懸念される公衆衛生上の緊急事態 (PHEIC)」には該当しないとしたが、中国政府に対し、感染源や感染経路の特定をWHOなどと協力して行うよう求めた。
1月24日、WHOは最新の報告書を発表し、ベトナムのケースについてヒトからヒトへの感染が起きたとみられると明らかにした。同じくコロナウイルスで過去に流行したMERSやSARSと同じように、咳やくしゃみなどで飛び散る飛沫や直接的な接触などで感染する可能性があるとして対策を呼びかけている。
1月31日、中国国外でヒトからヒトへの感染が確認され、その他の国々で感染者数が増加したことを受けて、WHOは流行事態に関して「国際的に懸念される公衆衛生上の緊急事態 (PHEIC)」を宣言した。2009年の豚インフルエンザの世界的流行時に初めて発動されてから6度目となるPHEICの宣言となった。テドロス事務局長はPHEICについて、今回の事例では「中国における不信任決議ではなかった」が、全世界的な、特に強固な医療体制が整っていない低・中所得諸国への感染拡大のリスクがあるため、宣言に至ったことを明らかにした。渡航制限の実施に対しては、「国際的な旅行および通商に不必要に干渉する方法をとる理由はない」とし、「WHOは貿易および移動を制限することは推奨しない」と述べた。一部報道ではWHOはテドロス事務局長の出身地が中国から多額の援助を受けているエチオピアであるため、中国の措置を称賛して出入国制限を勧告しないなど後手に回り、さらに空路による感染防止に関する情報を加盟国に提供している国際機関であるICAOも柳芳事務局長が中国出身ということで、WHOとともに国際機関への中国の影響力によって排除された台湾（中華民国）が「エアポケット」（空白地帯）になっていると報じられた。
2月2日、WHOは世界的に伝染病が流行するパンデミックのように誤った情報が拡散される「インフォデミック」が新型コロナウイルスに便乗して起きているとする注意喚起を行った。
2月3日、WHOの報道官は中国に多国籍の専門家チームが派遣されることを発表した。
2月5日、WHOは、たとえウイルスが現れたとしてもウイルスに感染した人を検出する体制が整っていない低所得諸国の体制整備が喫緊の課題であるとして、それらの国々の戦略的な感染防止のための基金に6億7500万ドルを寄付するよう、国際社会に向けて呼びかけた。さらにテドロス事務局長は、「我々の強さは最も弱い人々との絆によって決まる」と述べ、国際社会に対して「今日投資することです。さもなくば、後々より多く支払うことになるでしょう」との声明を発表した。
2月11日、WHOは記者会見で、疾病の名称をCOVID-19と定めたと発表した。同日発表された別の声明で、テドロス事務局長は国連のアントニオ・グテーレス事務総長と短い話をして「国連の総力を挙げて対応にあたる」との同意を得たことを明らかにした。その結果、国連の危機管理チームが立ち上げられ、国際連合機関全体の対応の調整を図り、WHOはチームが「医療対応に焦点を絞れるようにし、他方で他の機関がその専門的知識をもって、流行が世界の社会、経済および開発にもたらす幅広い影響に立ち向かうことができる」ようにした。
2月14日、WHOの主導で、中国との合同ミッションチームが立ち上げられ、国際的なWHOの専門家が現地に入り、中国国内の流行管理を支援し、ワークショップを開催して「疾病の重症度および伝染性」を評価し、国家級の重要な機関との会合を持ち、野外視察を指導し、「都市部と農村部を含む、省級および県級での流行対応活動の影響」を評価した。
2月24日、WHOは「パンデミックとは呼ばない」事を発表した。
2月25日、WHOは「世界は起こり得る新型コロナウイルスのパンデミックへの備えをますます進めるべきである」と宣言し、現時点の流行状況をパンデミックと呼ぶには時期尚早だが、それでもなお、諸国はそれへの「備えをするべき局面に」あると述べた。イランで新型コロナウイルスの流行が拡大している事例に対しては、同日WHOが合同ミッションチームをイランに派遣し、同国の状況を見極めると発表した。
2月28日、WHOの当局者は全世界規模での新型コロナウイルスの脅威の評価が「高い」から警戒・危険度評価基準のうち最高レベルの「非常に高い」に引き上げられることを発表した。WHOの緊急事態プログラムの統括責任者を務めるマイク・ライアンが声明で、「ここに地球上の全ての政府が行うべき、現実を把握する方法がある。目を覚ますこと、準備をすることだ。（政府の皆様方は）近づいて来ているであろう、このウイルスに備えておく必要がある。（皆様方には）自国民に対する義務があり、世界に対して準備を整えておく義務がある」と警鐘を鳴らし、正しい対応策をとれば世界を救うことができ、「最悪の事態」を回避することができると呼びかけた。さらに、ライアンは現在のデータでは公衆衛生当局者が全世界的なパンデミックを宣言する正当な根拠にはならないと述べ、パンデミック宣言は「我々が本来認めているとおり、地球上のすべての人間がウイルスに曝されている」という意味になるだろうと話した。
3月6日、新型コロナウイルスとインフルエンザウイルスの違いについてまとめた報告書を発表した。
3月11日、WHOのテドロス事務局長はこの流行事態についてパンデミック（世界的流行）相当との見解を初めて示した。
2023年5月5日、新型コロナウイルス感染症に関する「国際的に懸念される公衆衛生上の緊急事態」（PHEIC）の宣言を終了すると発表した。

### 研究機関の対応
2020年1月中旬に発行された旅行医学専門誌『Journal of Travel Medicine』上では、国際航空旅客動態を分析することにより、感染拡大経路パターンの予測を立てた記事が掲載された。それによると、国際航空運送協会 (IATA) が公表した2018年の旅客動態データに基づき、武漢からの旅客量が最も多い20都市の中で、バンコク・香港・東京および台北が上位4都市に挙げられている。インドネシアのバリ州は感染症への対応能力が最も低い地域とされ、日本の東京と大阪市およびオーストラリアのシドニーとメルボルンは対応能力が最も高い都市とみなされている。
1月24日（アメリカ時間）、イギリスのランカスター大学とグラスゴー大学、そしてアメリカのフロリダ大学の研究者からなる研究チームが2月4日までに武漢だけで、感染者が35万人を超える可能性 (164,602人から351,396人)を示した科学論文を発表した。また、同研究チームは、武漢で感染したと診断された患者は実際の感染者数の5.1%だという。つまり、感染者の95%は感染したと診断されていない、もしくは自覚のない患者ということになる。さらに同研究チームは、1人の感染者が他の人に伝染させる可能性のある人数を3.6人から4.0人と予測。WHOの1.4人から2.5人という予測より遥かに多い。
2月4日、東北大学医学系研究科教授で医師の押谷仁が「中国が初期対応としてSARS流行時と同等の対策をとったが、疫学的特徴が異なるために感染が広がったのではないか」と推測し、現状では封じ込め対策よりも被害を抑える行動にシフトすること、中国やWHOへの批判は利益がなく国際社会が協力すべきだという意見を表明している。

## 社会・経済的影響

OECD各国の年間労働時間。2019年から著しく減少した。

1929年の世界恐慌以来の大きな世界経済の後退であるコロナ・ショックが起きた。経済的な打撃は大きく、国際通貨基金 (IMF) は、2020年の世界GDP成長率が-4.4%になるという予測を発表した。この負の成長率は2008年のリーマン・ショック時の-0.1%を遥かに超える値で、1929年の世界恐慌（当時の世界GDP成長率は-15.0%）以来の大恐慌となり、各界でコロナ・ショックとも称された。金融市場のみが混乱したリーマン・ショックよりも、実体経済が破壊され、民間企業、特に中小企業で倒産・解雇・雇止め・賃下げ・賞与減が相次いでいるという意味ではコロナ・ショックの方が性質が悪いと言われている。感染拡大は加速し続けているため経済回復の目処が立っていない。
この状況下で、20世紀末から順次整備されてきたオンライン環境を使ったシャットイン・エコノミー（家に閉じこもる経済）の実践が開始され、外出時はソーシャル・ディスタンスを確保するなど、世界経済はITを最大限活用する方向に変化して行った。デジタル化の急進によりオンラインサービスを提供するIT企業の業績は伸長しており、新型コロナウイルスは期せずして経済におけるゲームチェンジャーとなった。例えばIT業界トップ企業群と言われるGAFAMの内、マイクロソフトは2020年4〜6月期でAzure関連の売上高は47％増加、Xbox関連の売上高は64％増加、Surface関連の売上高は28％増加した。この収支報告の中で、同社CEOのサティア・ナデラは「COVID-19は私たちの仕事と生活のあらゆる側面に影響を与え、この2か月間で2年分のデジタルトランスフォーメーションが見られた」と述べている。また、インターネット・インフラへの高負荷発生が報告されており、緊急時におけるインターネット・インフラの重要性が明らかとなった。世界最大のコンテンツデリバリネットワークによりインターネット通信量の15〜30%を取り仕切っているとされるアカマイ・テクノロジーズは、Webのトラフィックが最大で前年比2倍にも増加したことを確認しており、未経験のトラフィック量であるが遅延なくコンテンツ配信が行えているとのことである。この経済活動の変化は、政財界でニューノーマルとして認識された。

### 差別
東アジア系外国人などに対する排外感情および人種差別の事例や、主にSNSを中心にオンラインメディアで、ウイルスに関する事実無根の憶測や陰謀論の拡散など関連した誤情報などの事例が報告されている。この現象について、WHOは「インフォデミック (infodemic)」という新語を提唱し、注意喚起を行っている。

### 社会・経済システムの根本的な変化
時期により、2019年までのBeforeコロナ、2020年以降コロナ収束までのWithコロナ、コロナ収束後のAfterコロナ と分類されるような経済システムの変化が予測されている。Withコロナの時代において、社会が混乱状態に陥ったが、これをチャンスと捉え、平時では時間が掛かる入学・入社時期の変更、手続きの簡素化、デジタルトランスフォーメーションを加速する動きがある。また、従来存在しなかった、シャットイン・エコノミーの出現が確認されている。シャットイン・エコノミーでは、デリバリーやオンラインに依存した経済活動となり、物理的な要素が重要な殆どの文化が存亡の危機に陥った。

#### Withコロナ時代の変化
新型コロナウイルスからの緊急避難の過程で下記のような変化が起きた。

##### パンデミックへの理解
1918年から1921年にかけて世界で流行したスペイン風邪の記録資料「流行性感冒: 「スペイン風邪」大流行の記録」が2020年4月30日までWebで無料公開され、重版された。同書は内務省衛生局が1921年に作成したものである。

##### 緊急事態宣言の発出
世界各国が緊急事態であると認識し、国民に対する行動制限を行った。日本では史上初めて緊急事態宣言が発出される事態となった。当初は2020年4月7日（東京都など1都1府5県が指定され、4月16日に対象地域を全国に拡大）から5月6日までの1か月の期間を設定していたが、収束の傾向が見えず、ワクチンによる集団免疫も確立されていないことから、期間延長の議論が政府内で開始され、4月29日には全国知事会の会合で、東京都をはじめ大半の知事から緊急事態宣言の延長を求める声が相次いだ。政府の専門家会議も非公式会合で、「全国を対象に引き続き宣言を延長すべきだ」という認識で一致した。4月30日には安倍首相が記者会見で「5月7日からかつての日常に戻ることは困難」として、宣言を延長する意向を表明した。政府は対象地域を全国としたまま、1か月程度延長する方向で調整を進め、5月1日の専門家会議で現況の分析や判断基準の明確化を行った後、宣言が失効する直前の5月4日に延長期間を5月31日までと決定し、公表した。その後緊急事態宣言の一部解除を5月14日と5月21日に行い、5月25日に全面解除された。

#### パンデミック時の運動習慣の変化
パンデミックの間は、とにかく、人々の運動習慣が変化する。例えば、本来30分散歩する習慣が15分の習慣になったり、買い物に行く習慣が宅配になったり、友達と散歩する習慣がなくなったり、旅行に慎重になったりと、パンデミックによって運動量が減ることも研究されている。

## 題材とした作品

### 文学作品
- 『コロナの時代の僕ら』パオロ・ジョルダーノ（エッセイ、早川書房、2020年4月24日）[565]
- 『コロナと潜水服』奥田英朗（小説、光文社、2020年12月23日）[566]
- 『緊急事態宣言の夜に ボクたちのコロナ戦記2020』さだまさし（エッセイ、幻冬舎、2021年2月25日）[567]
- 『緊急事態宣言の夜に ボクたちの新型コロナ戦記2020〜22』さだまさし（エッセイ、幻冬舎、2022年6月1日）
- 『もしも徳川家康が総理大臣になったら』眞邊明人（小説、サンマーク出版、2021年3月20日）[568]
- 『ブラックボックス』砂川文次（小説、講談社、2021年）[569]
- 『サンセット・サンライズ』楡周平（小説、講談社、2022年1月24日）
- 『捜査線上の夕映え』有栖川有栖（小説、文藝春秋、2022年）[570]
- 『シェア』真梨幸子（光文社、2022年3月23日）
- 『老害の人』内館牧子（小説、講談社、2022年）
- 『濱地健三郎の呪える事件簿』有栖川有栖（小説、文藝春秋、2022年）[571]
- 『機械仕掛けの太陽』知念実希人 （小説、文藝春秋、2022年)[572]
- 『成瀬は天下を取りにいく』宮島未奈 （小説、新潮社、2023年)
- 『この夏の星を見る』辻村深月 （小説、KADOKAWA、2023年）

### 漫画
- 『ゴッドハンド輝 〜沈黙のコロナ2020〜』山本航暉（2020年）[573]
- 『こちら葛飾区亀有公園前派出所』 秋本治 「日暮……登場？の巻」（201巻収録）（集英社、2020年）
- 『相談役島耕作』弘兼憲史（講談社）[574]
- 『はたらく細胞』 ムービングコミック 「新型コロナウイルス編」、「感染予防編」（2021年4月28日 - 2022年3月末まで無料配信）[575]
- 『カモのネギには毒がある』 原作夏原武、漫画甲斐谷忍（集英社）
- 『1日外出録ハンチョウ』 原作萩原天晴、漫画上原求、新井和也、協力福本伸行（講談社）
- 『NEETING LIFE ニーティング・ライフ』筒井哲也（ヤンジャン！、集英社、2021年）
- 『まじめな会社員』[576]（コミックDAYS）
- 『おとりよせしまっし!』 ちさこ（KADOKAWA）[577]
- 『マンガで分かる心療内科』20巻、22巻 原作ゆうきゆう、作画ソウ（少年画報社）[578]
- 『極限夫婦』Season1、Season3 きづきあきら、サトウナンキ（月刊アクション、双葉社）
- 『岸辺露伴は動かない』エピソード#10 ホットサマー・マーサ 荒木飛呂彦（集英社、2022年）
- 『コボちゃん』植田まさし
- 『明日、私は誰かのカノジョ』をのひなお （『サイコミ』（Cygames）（連載）、小学館（単行本））[579]
- 『コウノドリ 新型コロナウイルス編』 鈴ノ木ユウ（講談社、2022年）[580]
- 『ママごめん、私コロナ禍にホスト通ってる。』朝賀庵（集英社、2022年）[581]
- 『すねかじりアラサーのコロナ破産奔走記』 磋藤にゅすけ （アムコミ、2022年）
- 『K2』 真船一雄（作画）、中原とほる（原案協力）、原田知幸（医療監修）（講談社）[582]
- 『ザ・ファブル The second contact』 南勝久（講談社）[583]
- 『MAO』 高橋留美子（小学館）
- 『在宅勤務子ちゃん』 一秒（PHP研究所）
- 『ぼくらの夏が裂けていく』 原作宮月新、作画佐藤健太郎（白泉社）[584]
- 『みっしょん!!』 入江喜和（講談社）
- 『今どきの若いモンは』 280話 吉谷光平 （『サイコミ』（Cygames）（連載）、小学館（電子版）、一迅社（単行本））
- 『絢爛たるグランドセーヌ』ロイヤル・ロウアースクール編 2年目 （第25巻 123話から第26巻 131話まで） Cuvie（秋田書店）

### 映画
- 『緊急事態宣言』（Amazon Prime Video、2020年8月28日公開）
- 『夜明けまでバス停で』（2022年10月8日公開）
- 『あんのこと』（2024年6月7日公開）
- 『つゆのあとさき』（2024年6月22日公開）[585][586]
- 『もしも徳川家康が総理大臣になったら』（2024年7月26日公開）
- 『サンセット・サンライズ』（2025年1月17日公開）
- 『フロントライン』（2025年6月13日公開）
- 『この夏の星を見る』（2025年7月4日公開）
- 『アフター・ザ・クエイク』（2025年10月公開予定）

### テレビドラマ
- 『リモートで殺される』（日本テレビ系列、2020年7月26日放送）[587]
- 『MIU404』#11（最終回）（TBSテレビ系「金曜ドラマ」枠、2020年）[588]
- 『＃リモラブ 〜普通の恋は邪道〜』（日本テレビ制作の水曜ドラマ、2020年）[589]
- 『姉ちゃんの恋人』（関西テレビ制作フジテレビ系、火曜21時枠、2020年）[590]
- 『これっきりサマー』（NHK、2020年）[591]
- 『孤独のグルメ』（テレビ東京系）[注 5]
- 『逃げるは恥だが役に立つ ガンバレ人類!新春スペシャル!!』（TBSテレビ系、2021年1月2日放送）[592]
- 『俺の家の話』（TBSテレビ系、金曜ドラマ、2021年）[593]
- 『息をひそめて』（Huluオリジナルドラマ、2021年4月23日）[594]
- 『病院の治しかた〜スペシャル〜』（テレビ東京、2021年7月26日放送）[595]
- NHK連続テレビ小説
  - 『おかえりモネ』最終週（2021年度前期）[596]
  - 『舞いあがれ!』最終週（2022年度後期）[597]
  - 『おむすび』第23週、第24週、最終週（2024年度後期）[598]
- 『ドクターX〜外科医・大門未知子〜第7期』（テレビ朝日、木曜ドラマ、2021年10月14日-12月16日）[599]
- 『あなたのブツが、ここに』（NHK総合、夜ドラ、2022年）[600]
- 『老害の人』（NHK BSプレミアム4K及びNHK BS、プレミアムドラマ、2024年）
- 『パパとなっちゃんのお弁当』第44話、最終回（日本テレビ系列、ZIP！朝ドラマ、2023年）
- 『だが、情熱はある』（日本テレビ制作の日曜ドラマ、2023年）
- 『テレビ報道記者〜ニュースをつないだ女たち〜』（日本テレビ系列、2024年3月5日放送）[601]
- 『地震のあとで』第3話「神の子どもたちはみな踊る」（NHK土曜ドラマ、2025年4月19日）

### 楽曲
- 「うちで踊ろう」作詞・作曲・歌：星野源（2020年）[602]
- 「緊急事態宣言の夜に」作詞・作曲・歌：さだまさし（2020年）[603]
- 「新型コロナウイルスが憎い」作詞・作曲：大澤敦史、歌：打首獄門同好会（2020年）[604]
- 「2020年はロックを聴かない」作詞・作曲・歌：バックドロップシンデレラ（2020年）[605]
- 「NAROCO」作詞・作曲・歌：Zero（2020年）[606][607]
- 「新型コロナ撃退音頭」作詞・作曲：フリオ川本、歌：サボテンブラザーズ（2021年）[608]
- 「あんたのせいだよ/コロナに負けるな!」作詞：竹林瑠荊子、笠井貴仁、吉岡嶋平、長島寛大、星野愛、作曲：つかもとひろあき、歌：サンプラザ中野くん/井上あずみ/ガチャピン、ムック）[注 6]（2021年[609][610]

### その他
- 『カメラを止めるな!リモート大作戦!』（YouTube、2020年）[611]
- リモートドラマ『キャバクラ・ドットコム』（配信ドラマ、ドリプラチャンネル、2020年）
- リモートドラマ『ステイ・ホーマー』（配信ドラマ、ドリプラチャンネル、2020年）
- 『秘密結社鷹の爪 〜ゴールデン・スペル〜』（アニメ作品、TOKYO MX、2020年）[612]
- 『花は誰のもの?』STU48（ミュージックビデオ、2022年）